# 本町駅
本町駅（ほんまちえき）は、大阪府大阪市中央区船場中央四丁目にある、大阪市高速電気軌道 (Osaka Metro) の駅である。

## 乗り入れ路線
- 大阪市高速電気軌道 (Osaka Metro)
  -  御堂筋線 - 駅番号はM18。
  -  中央線 - 駅番号はC16。
  -  四つ橋線 駅番号はY13、1969年（昭和44年）までは信濃橋駅であった。

## 歴史
- 1933年（昭和8年）5月20日：1号線（御堂筋線）梅田駅（仮） - 心斎橋駅間が開通し、本町駅開業。
- 1945年（昭和20年）6月10日- 10月3日：軍用資材置き場として供出され、旅客駅としての機能を休止。
- 1964年（昭和39年）10月31日：4号線（中央線）弁天町駅 - 本町（仮）駅間が延伸開業。当初は終着駅であり、1号線本町駅とは改札外連絡であった。
- 1965年（昭和40年）10月1日：3号線（四つ橋線）西梅田駅 - 大国町駅間が延伸され、信濃橋駅が開業。
- 1967年（昭和42年）10月1日：4号線の電車が止まり切れずに車止めに衝突。24人が負傷[1]。
- 1969年（昭和44年）
  - 7月1日：4号線（中央線）本町駅の本駅完成により1号線と4号線の改札外連絡が解消。同時に3号線（四つ橋線）の信濃橋駅が本町駅に改称して乗換駅となり、3路線の総合駅となる。
  - 12月6日：中央線が当駅から谷町四丁目駅まで延伸し深江橋駅まで直結、中間駅となる。
- 1984年（昭和59年）3月31日：御堂筋線南口改札口に自動改札機が設置・供用開始され、地下鉄・ニュートラム全駅の全改札口が自動改札となる[2]。
- 2015年（平成27年）：四つ橋線と中央線の連絡線が完成[3]。
- 2018年（平成30年）4月1日：大阪市交通局の民営化により、所属事業者・管轄が大阪市高速電気軌道 (Osaka Metro) に変更。
- 2020年（令和2年）：船場センタービル、大阪市道築港深江線、阪神高速道路、Osaka Metro中央線の堺筋本町駅と共に「ビル・高架道路・地下鉄駅の一体整備」として、土木学会選奨土木遺産に選ばれる[4]。
- 2021年（令和3年）10月2日：御堂筋線ホームで可動式ホーム柵の使用を開始[5]。
- 2022年（令和4年）4月7日：駅のリニューアルが発表された。デザインコンセプトは「インターセクション」[6]。
- 2024年（令和6年）
  - 1月28日：四つ橋線ホームで可動式ホーム柵の使用を開始[7]。
  - 4月20日：中央線ホームで可動式ホーム柵の使用を開始[8]。
- 2025年（令和7年）
  - 3月31日：中央線の駅リニューアルが完成。
  - 4月6日 - 10月13日（予定）：大阪・関西万博開催に伴う混雑緩和策として、7時30分 - 12時に限り南改札 → 東改札の間を改札外経由で乗り換えできる措置を実施[9]。
  - 4月11日：御堂筋線の駅リニューアルが完成。

## 駅構造
御堂筋線と中央線は島式ホーム1面2線、四つ橋線は相対式ホーム2面2線の地下駅である。駅の東側から中央大通沿いに隣の堺筋本町駅にかけて船場センタービルが立地しているため、中央線ホームの東側は上下線の間隔が広くなっており、この間隔も堺筋本町駅まで続いている。東西に延びる中央線ホームの東側に御堂筋線ホーム、西側に四つ橋線ホームが接しており、コの字のような構成になっている。
四つ橋線の四ツ橋寄りと中央線の阿波座寄りが連絡線を介して繋がっており 、森之宮検車場と緑木車両工場の間で車両を回送するときなどに使われる。
それぞれ南北に延びる御堂筋線と四つ橋線のホームは離れているため、両線の相互の乗り換え案内はなされていない。似たような構造の東京地下鉄（東京メトロ）大手町駅では東西線 - 半蔵門線や札幌市営地下鉄の大通駅では南北線 - 東豊線などで乗り換え案内がなされているのとは対照的だが、この付近で四つ橋線と御堂筋線はほぼ平行に走っており、相互の乗換は両線の駅がより接近している梅田駅 - 西梅田駅や大国町駅で乗り換えを行うのが通常である。
当駅は、御堂筋線部分、中央線部分が本町管区駅に所属しており、同管区駅長(副駅長駐在)により当駅のみの単駅管理となっている。四つ橋線部分は大国町管区駅に所属しており、四ツ橋駅が当駅を管轄する。
なお御堂筋線のうち、最初に開業した梅田駅 - 心斎橋駅間の各駅ではアーチ型の高天井を採用したが、この本町駅だけは天井こそ高いものの、中央が高くなった平天井を用いており、支柱で支える形態を用いている。
また、通路天井の照明が「HOMMACHI」となっている部分がある。
2011年10月に、船場ブランド復権を願う市民の要望を受け、駅名標に「船場西」が副名称として追加された(西は黒地に白抜きである）。ただし、船場ではなく西横堀川（阪神高速1号環状線北行き）以西の下船場に位置している四つ橋線ホームの駅名標には追加されていない。なお、隣の堺筋本町駅にも「船場東」が副名称として追加されているが、両駅とも副駅名としての扱いではないので案内放送では呼称されていない。

### のりば
| 番線           | 路線           | 行先                                           |
| 御堂筋線ホーム | 御堂筋線ホーム | 御堂筋線ホーム                                 |
| -------------- | -------------- | ---------------------------------------------- |
| 1              | 御堂筋線       | なんば・天王寺・なかもず方面                   |
| 2              | 御堂筋線       | 梅田・新大阪・箕面萱野方面                     |
| 中央線ホーム   |                |                                                |
| 1              | 中央線         | 森ノ宮・長田・学研奈良登美ヶ丘方面             |
| 2              | 中央線         | 弁天町・大阪港・夢洲方面                       |
| 四つ橋線ホーム |                |                                                |
| 1              | 四つ橋線       | 四ツ橋・大国町・住之江公園（ニュートラム）方面 |
| 2              | 四つ橋線       | 西梅田方面                                     |

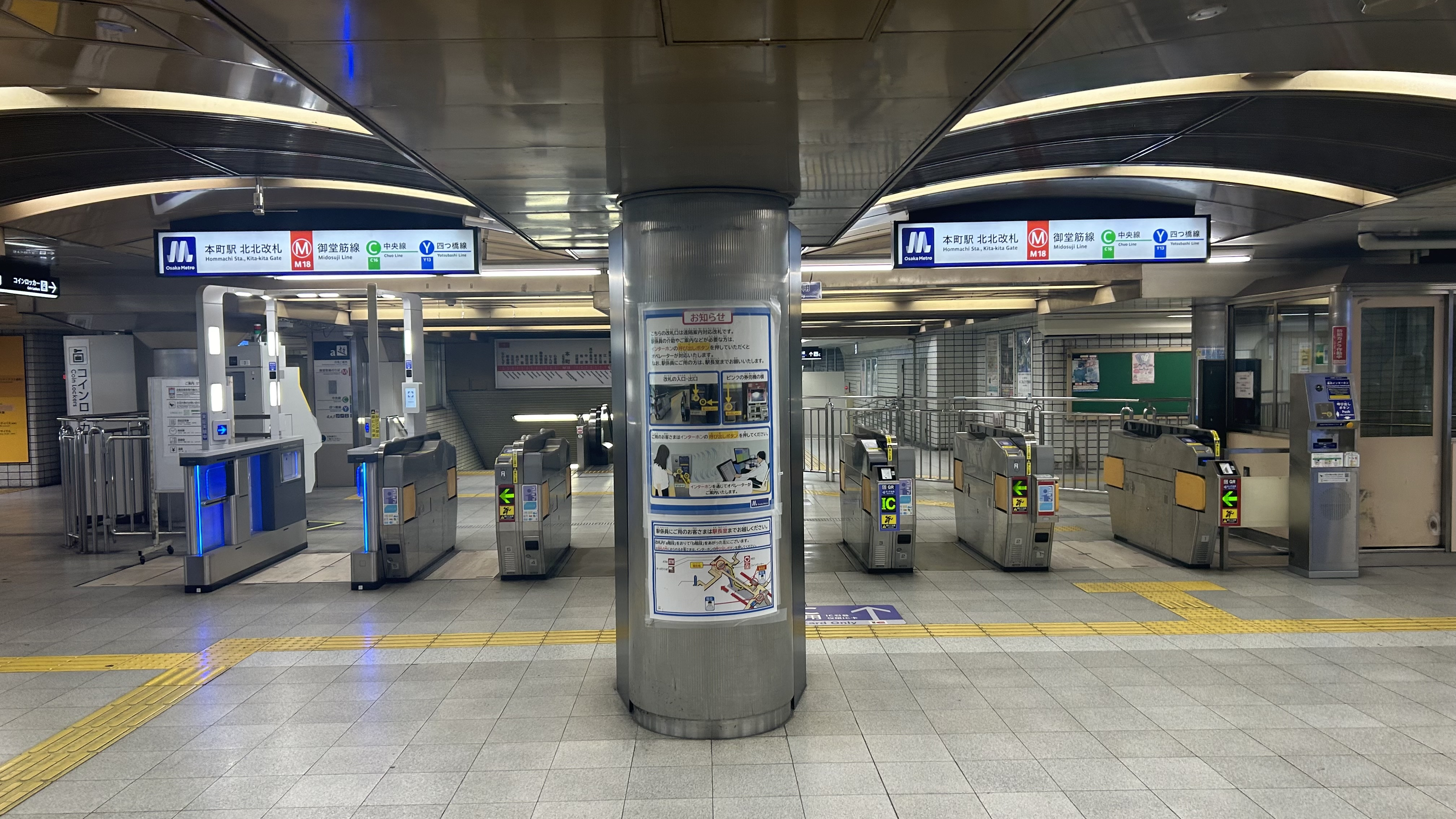
北北改札
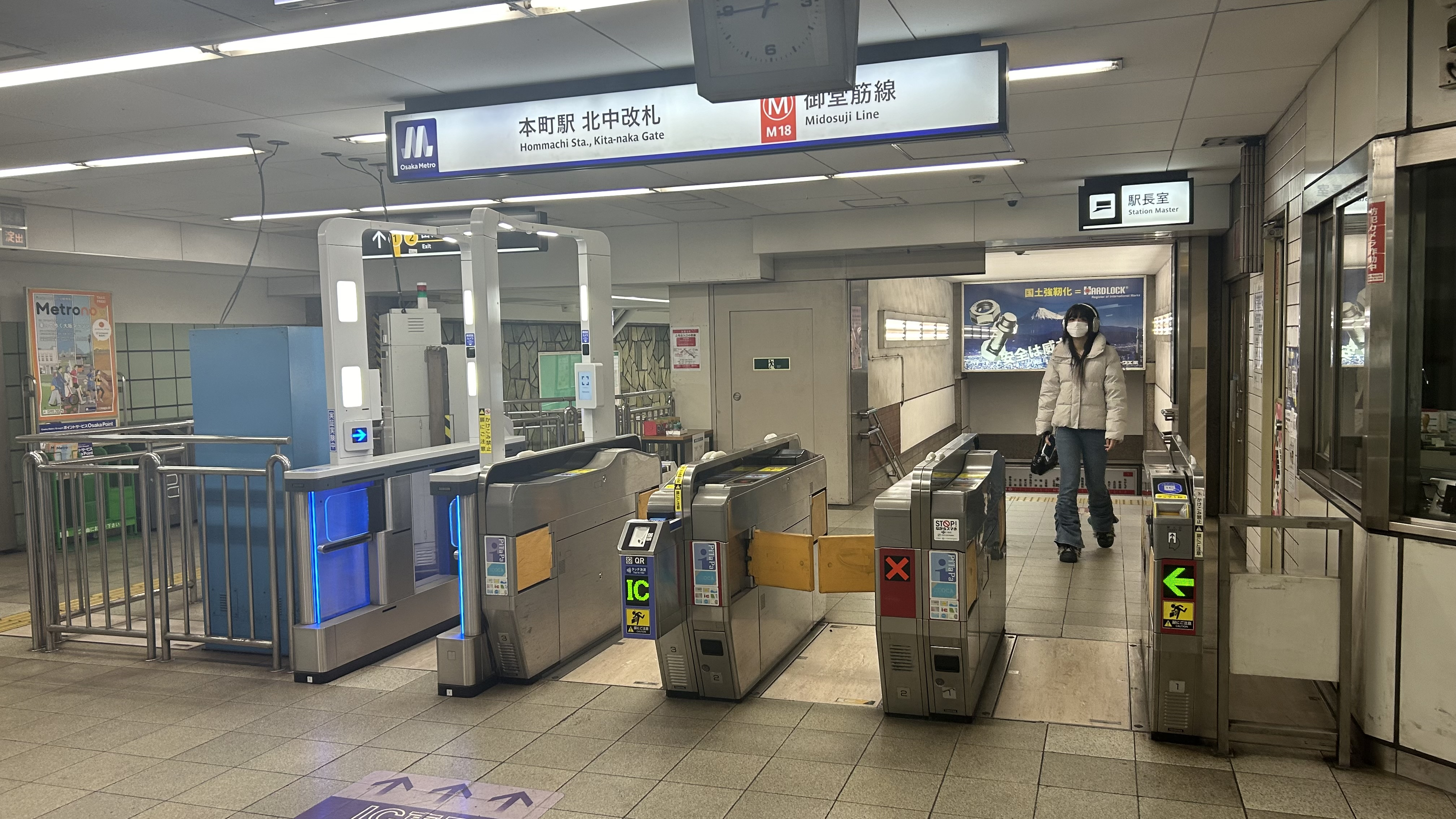
北中改札
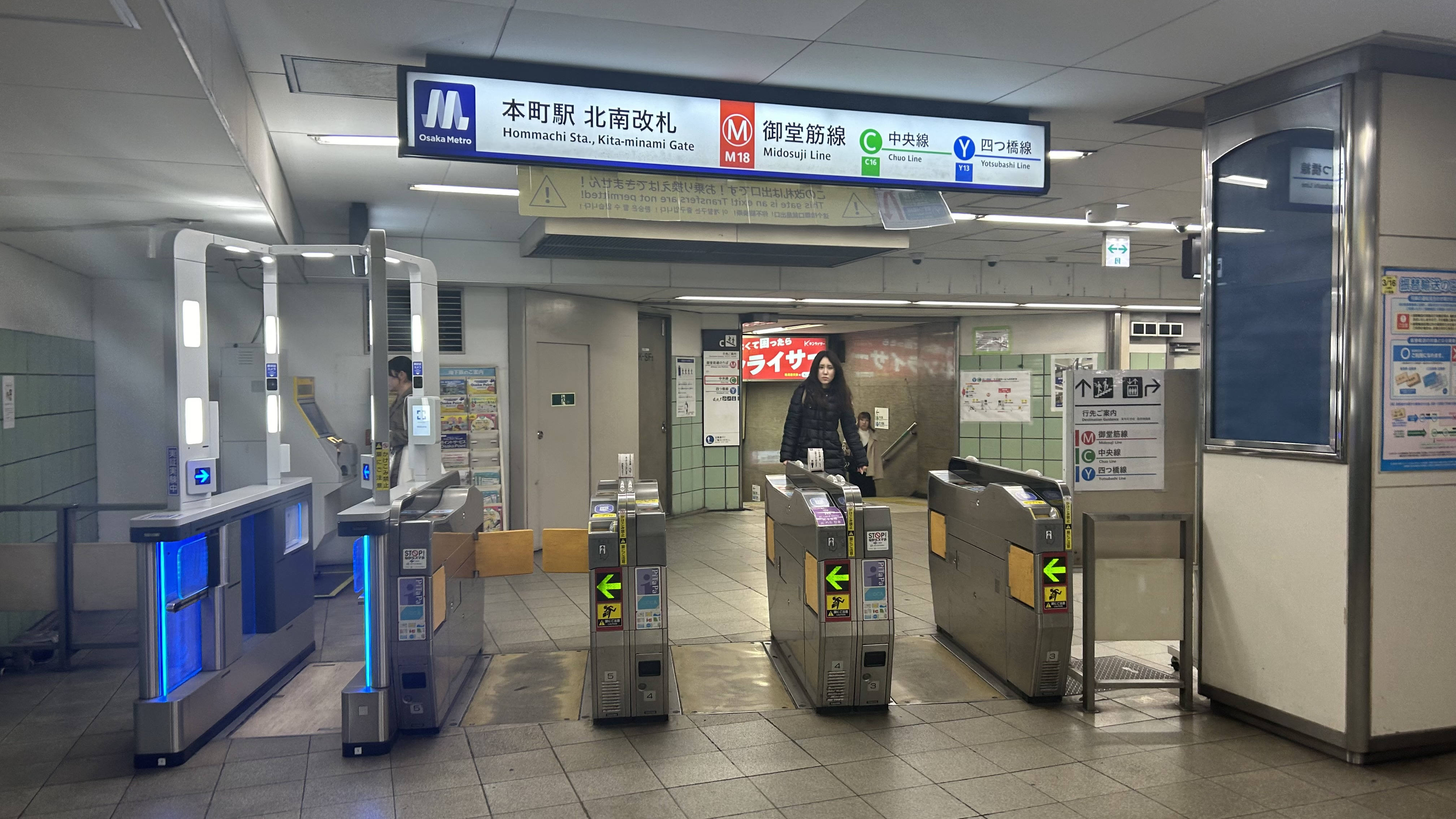
北南改札
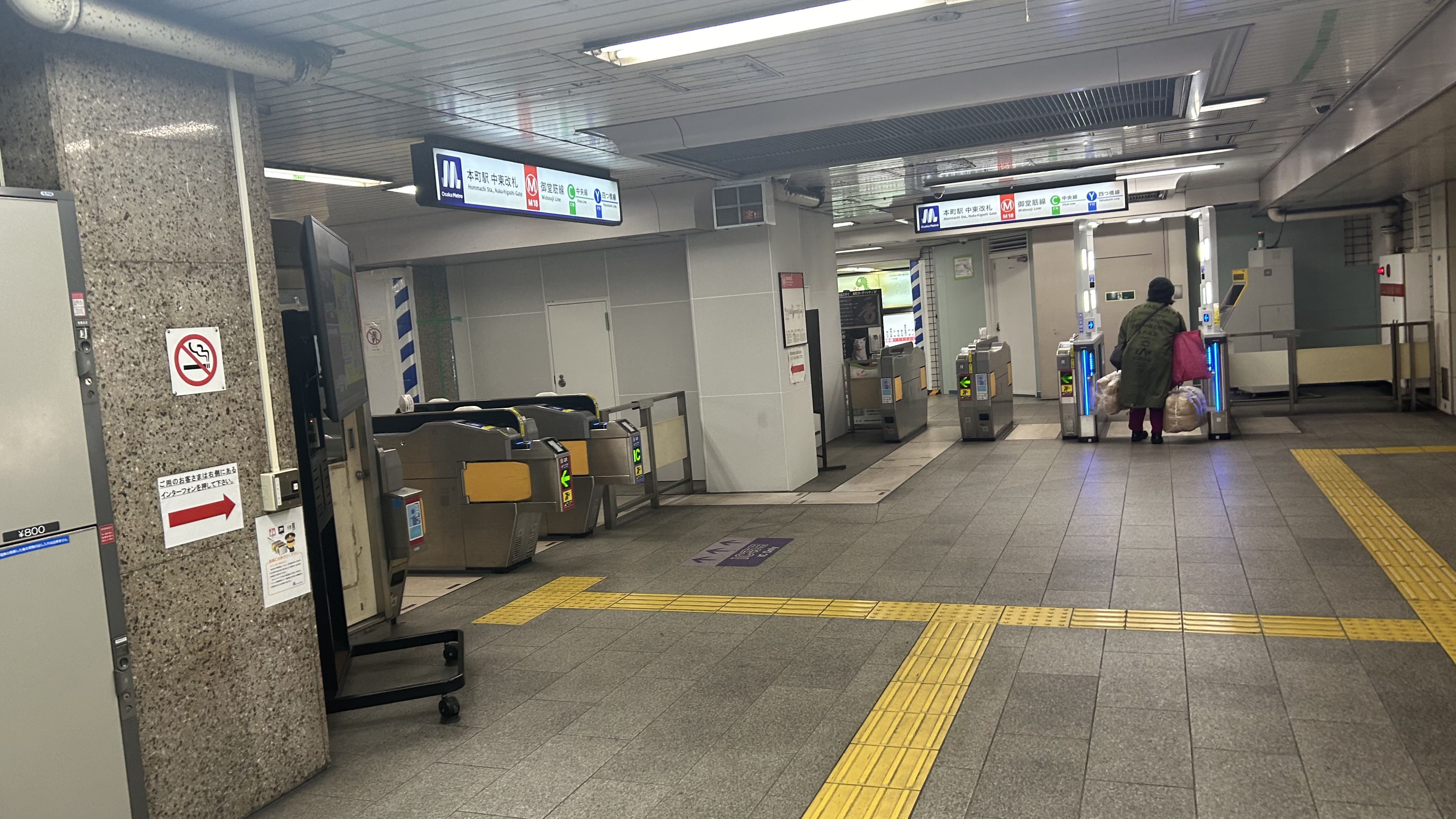
中東改札
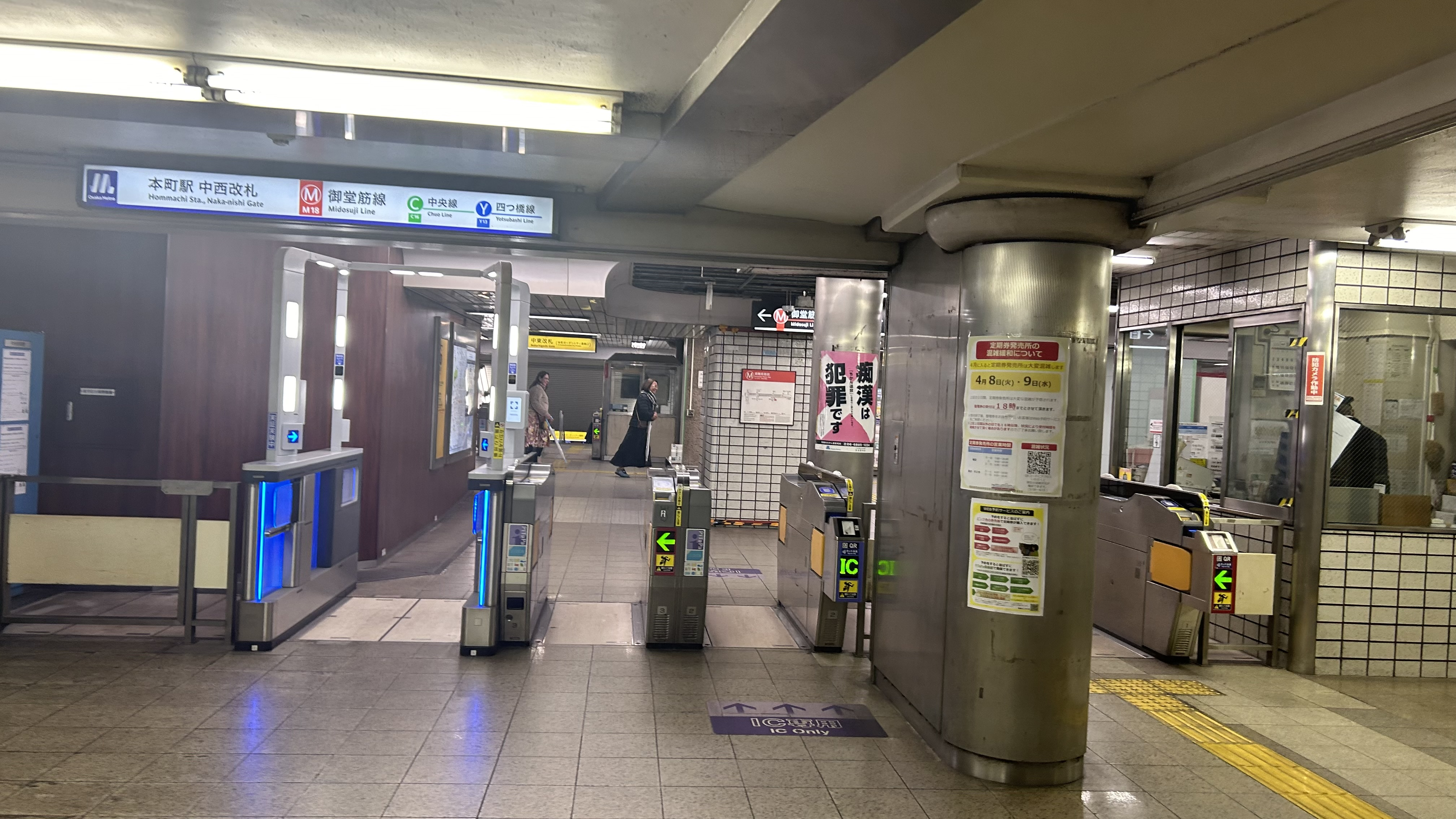
中西改札
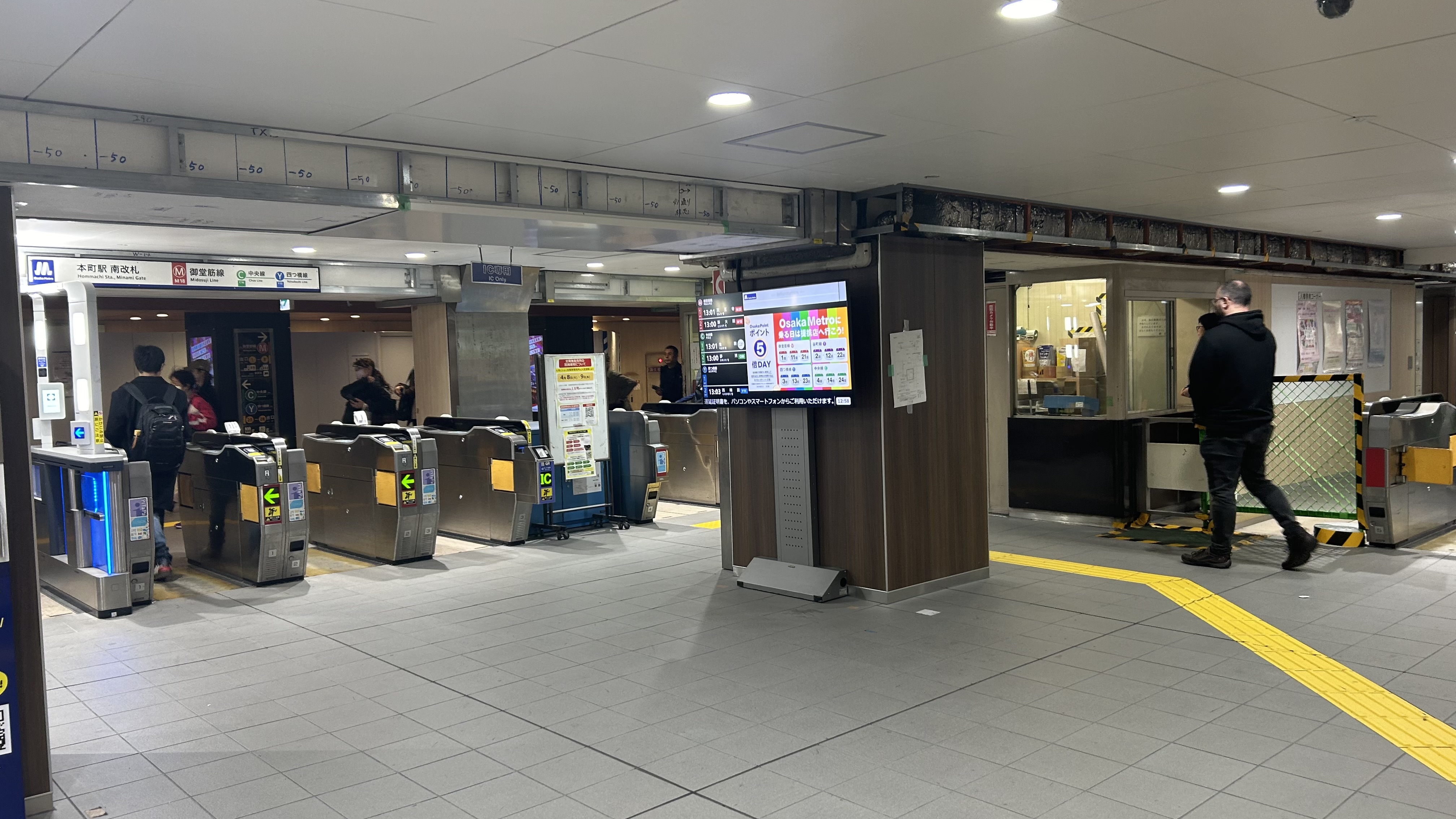
南改札
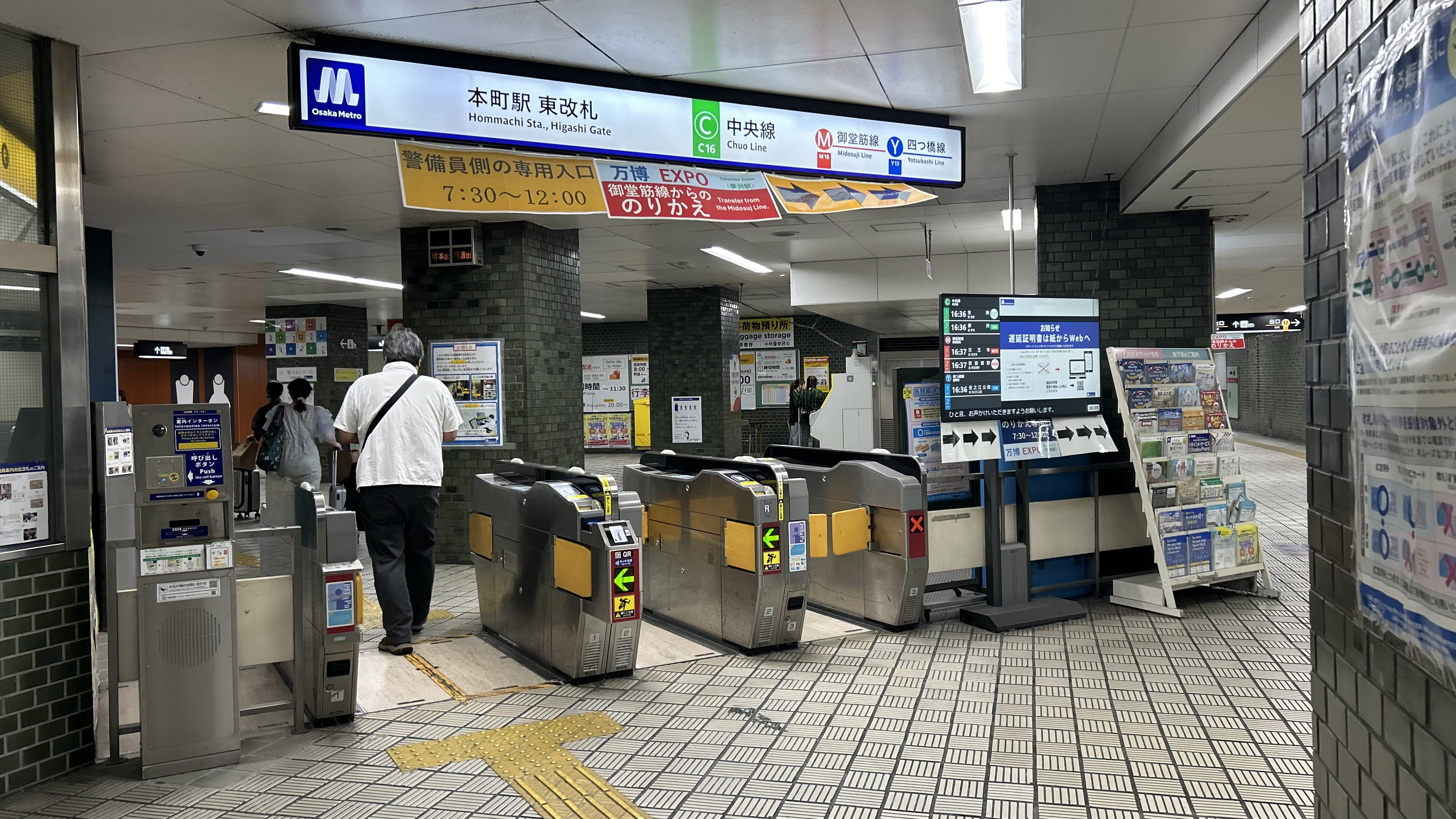
東改札口
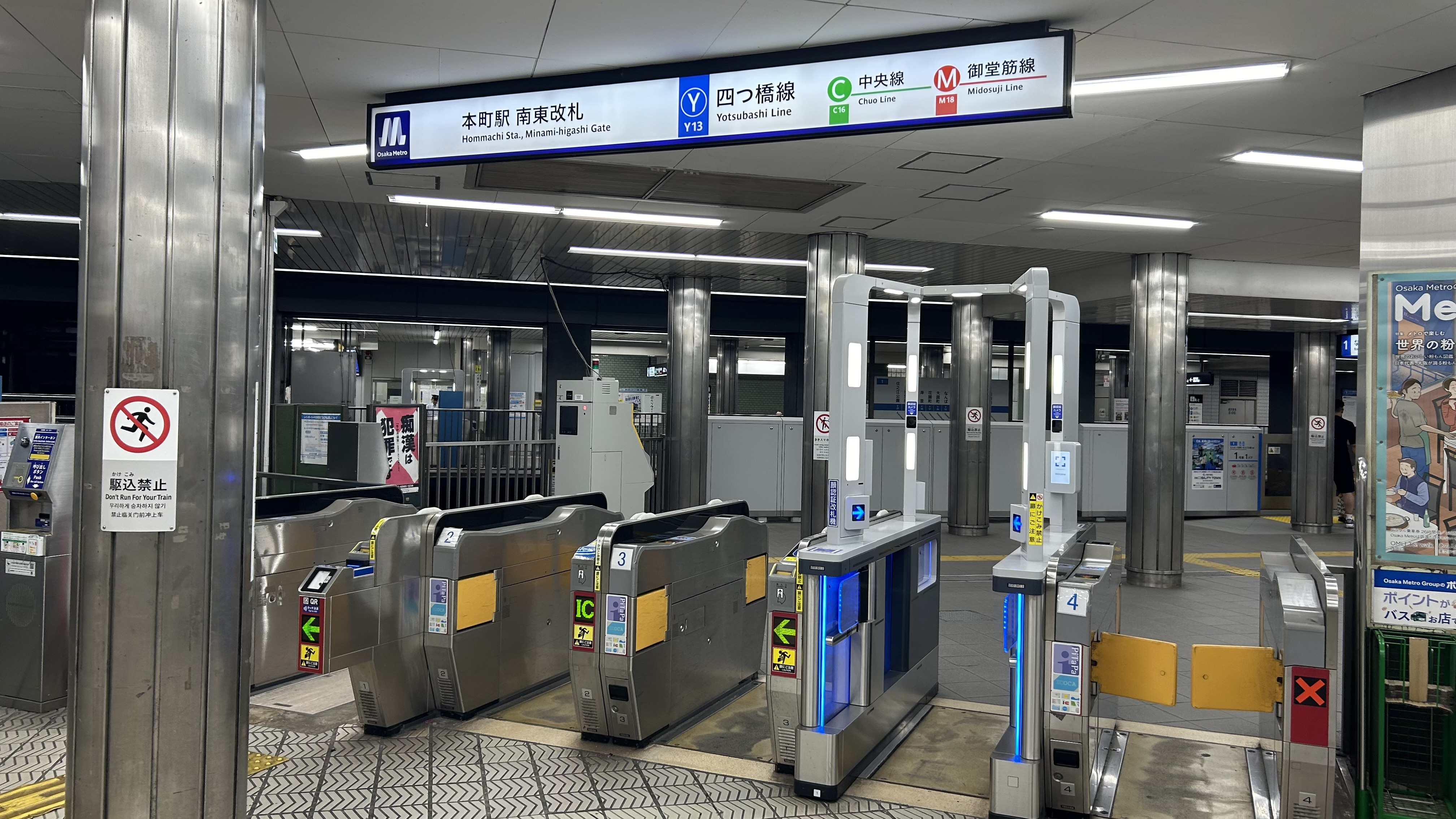
南東改札口
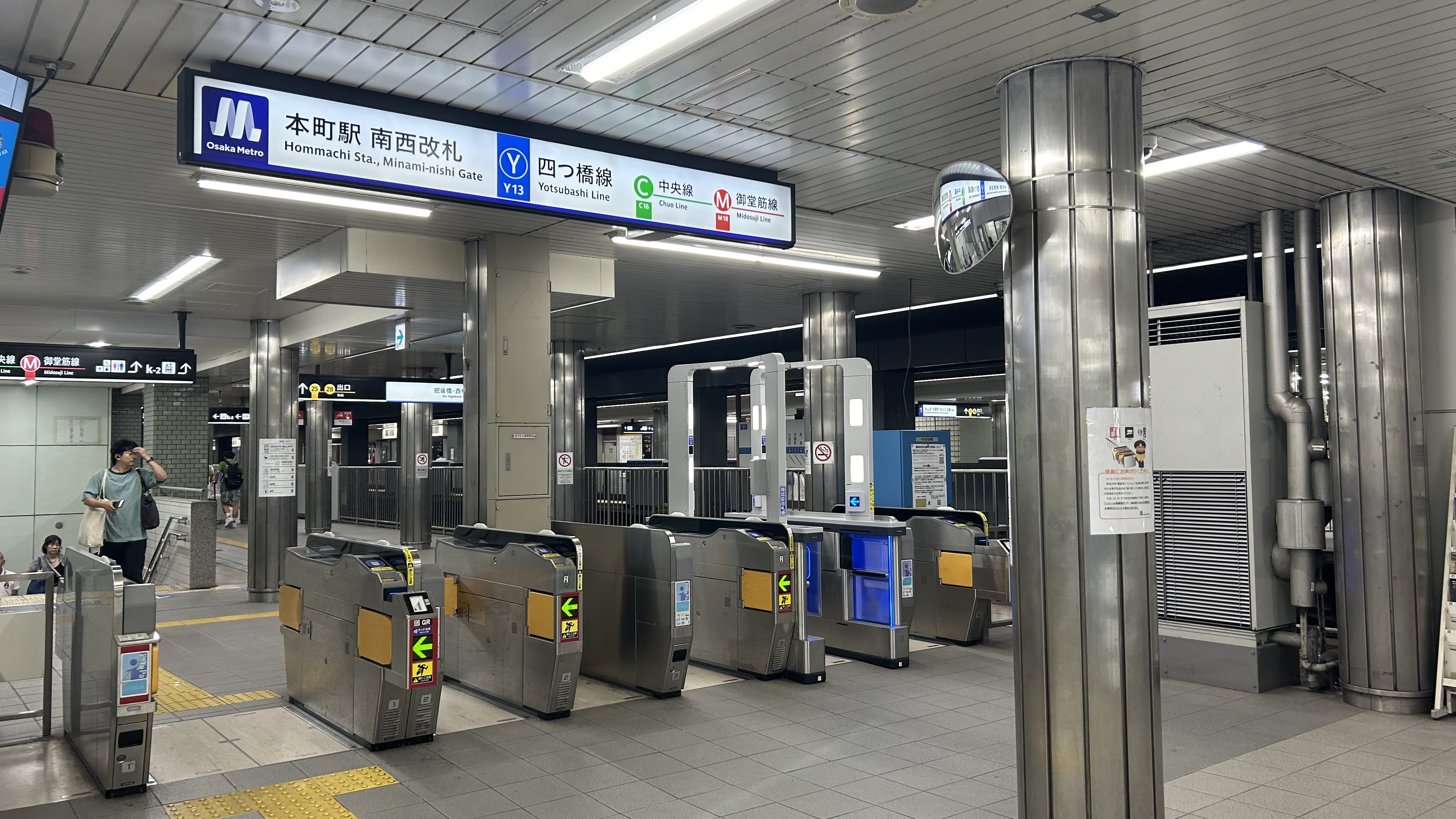
南西改札口
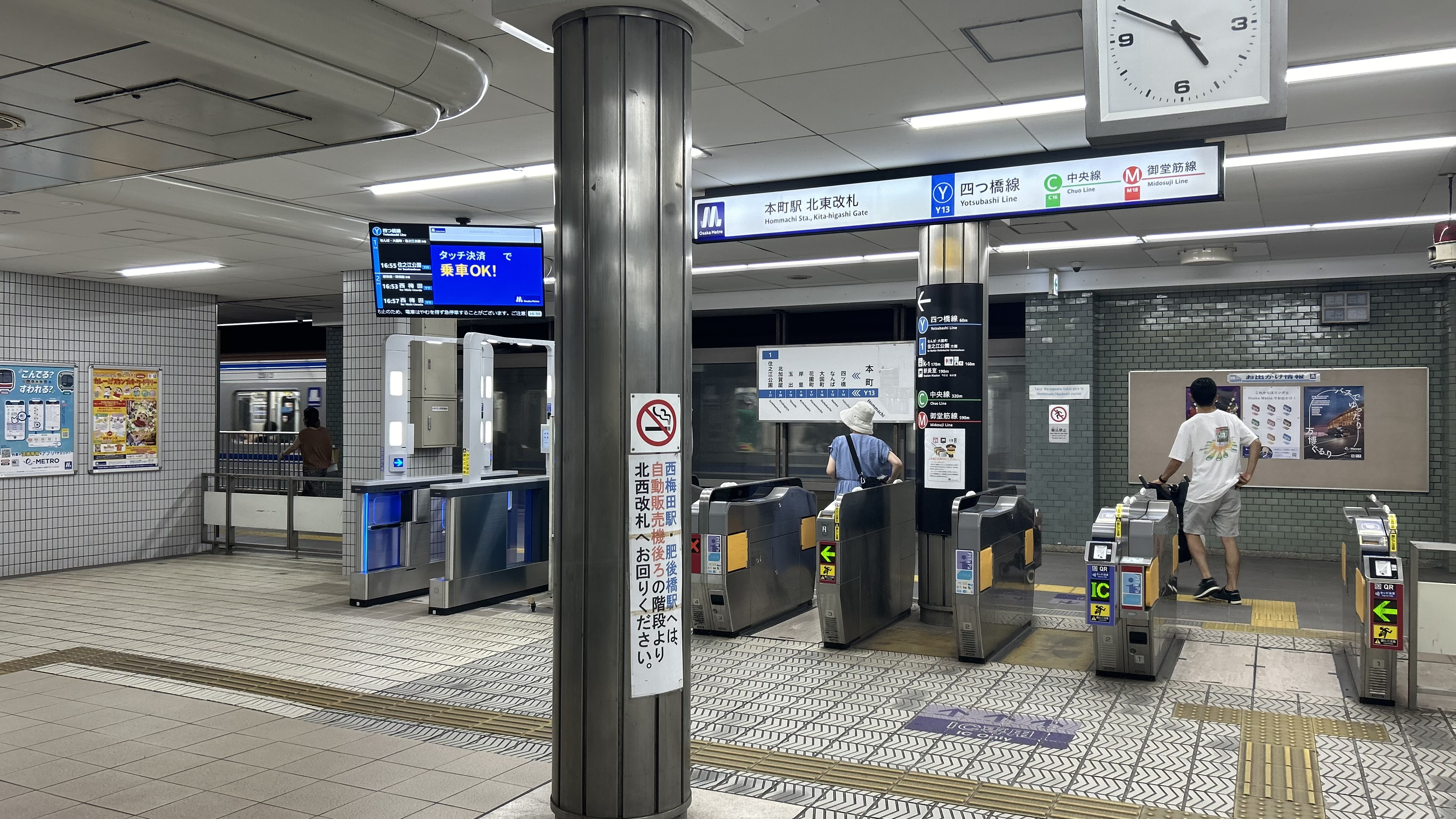
北東改札口
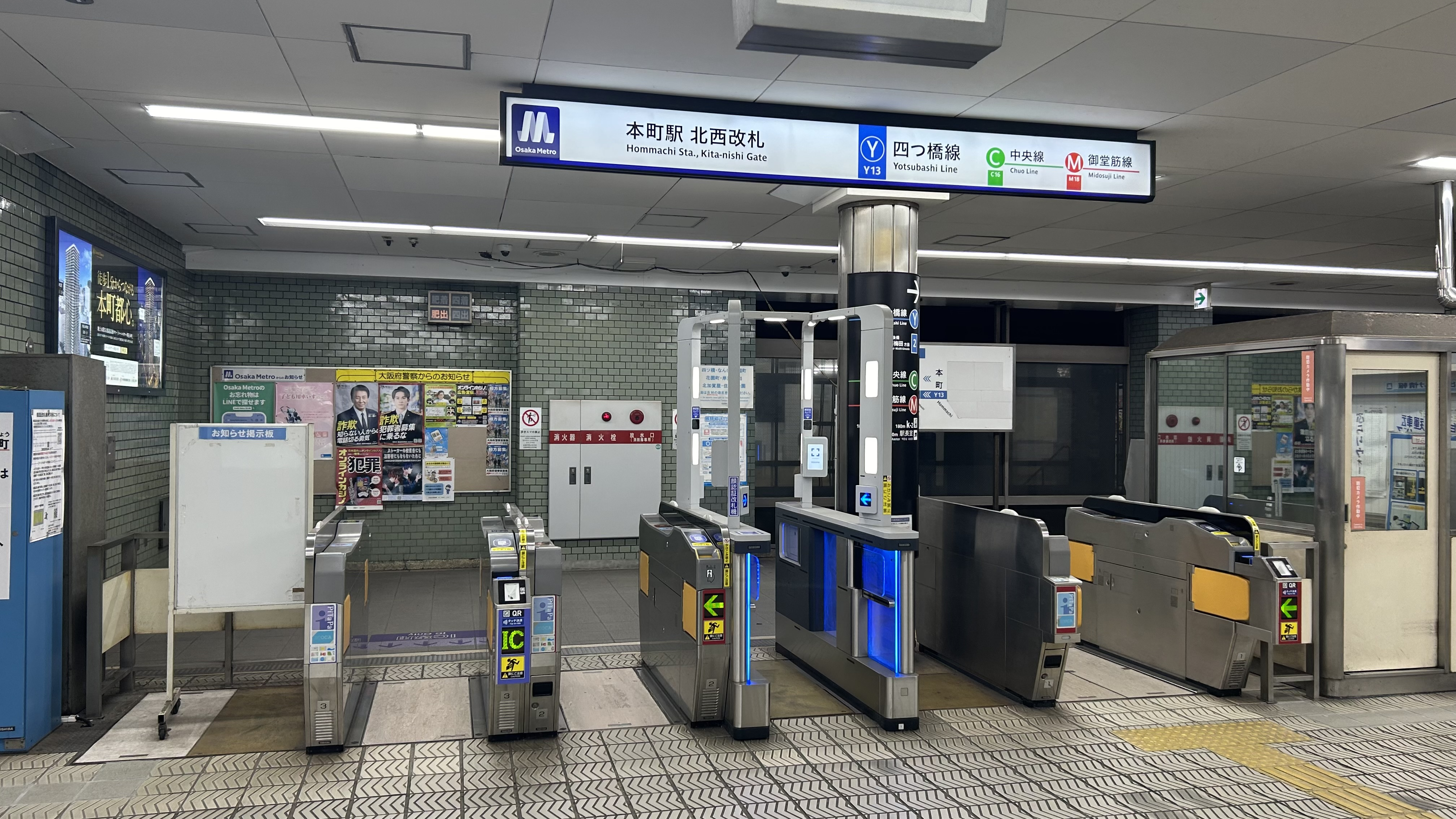
北西改札口
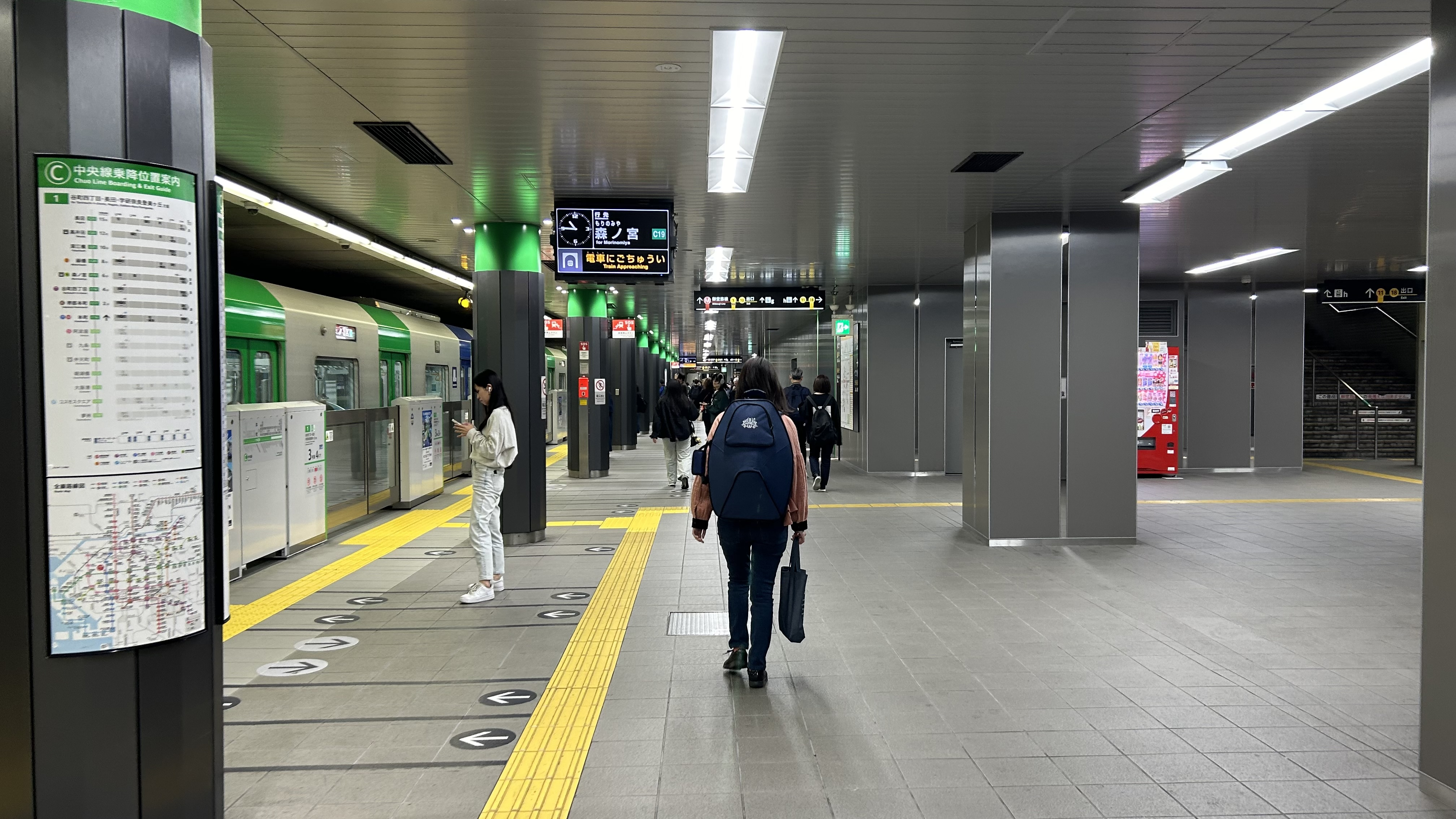
中央線1番線ホーム（2025年4月）
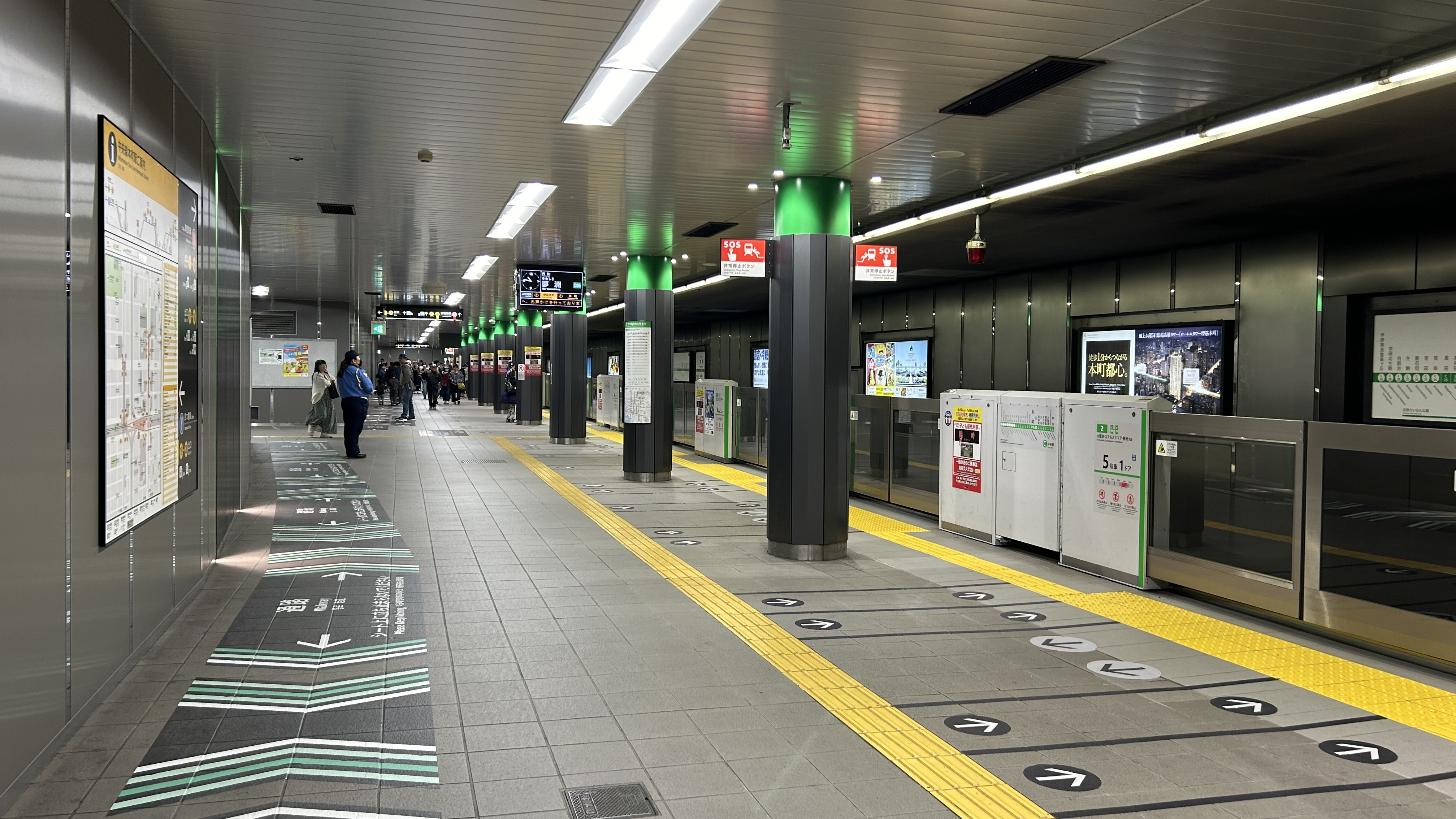
中央線2番線ホーム（2025年4月）
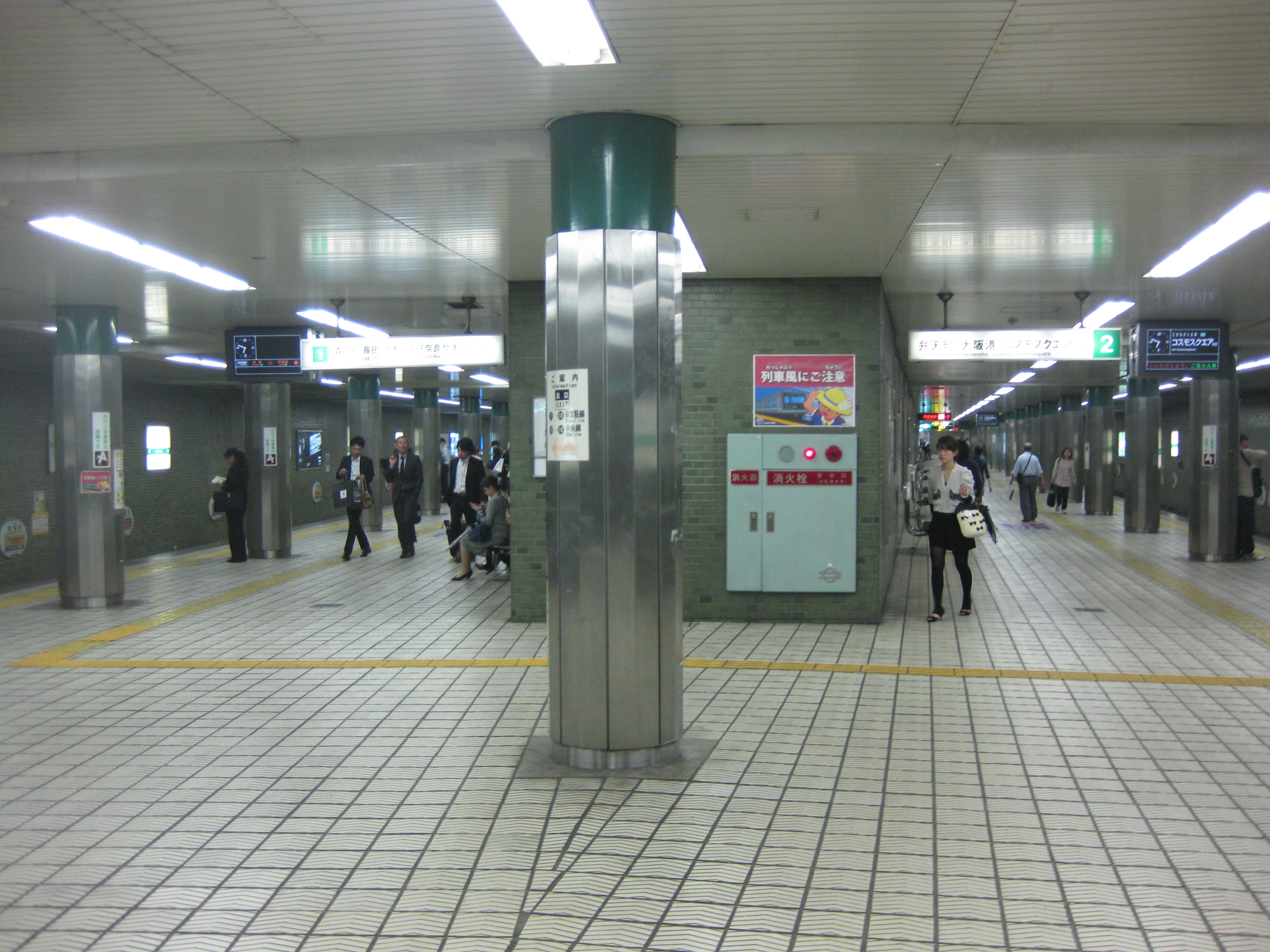
リニューアル前の中央線ホーム（ホーム柵設置前）
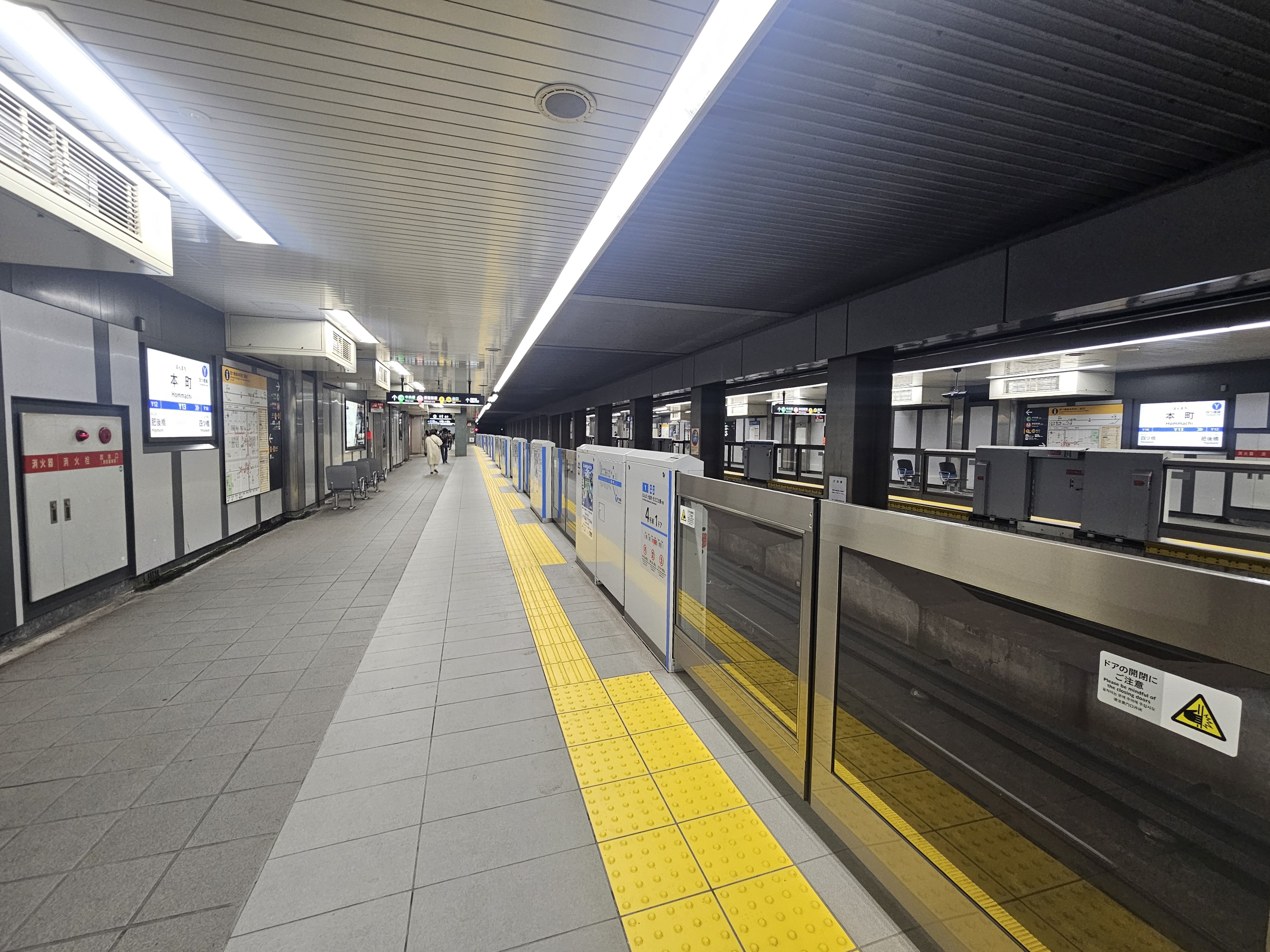
四つ橋線1番線ホーム（2025年3月）
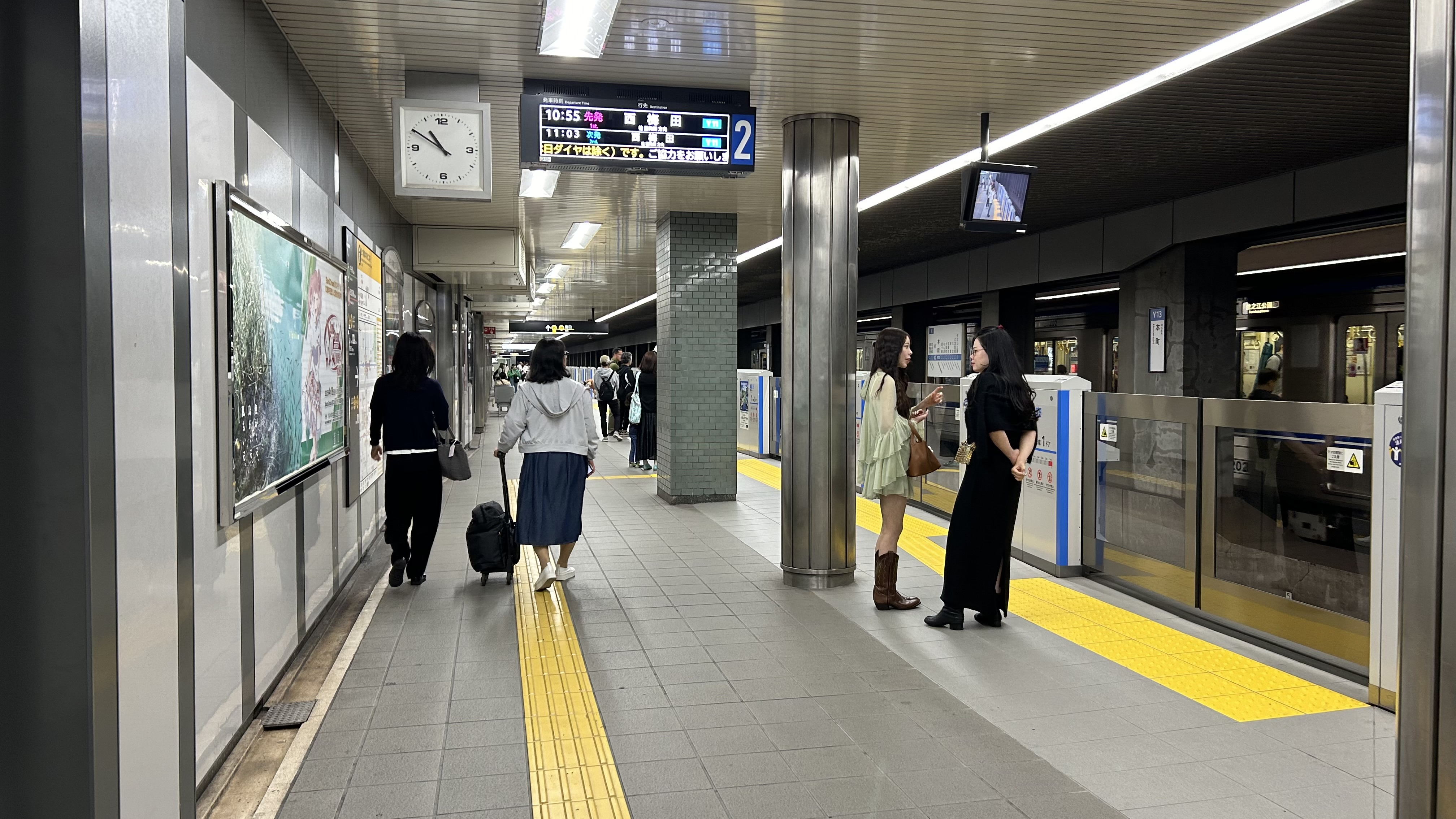
四つ橋線2番線ホーム（2025年4月）
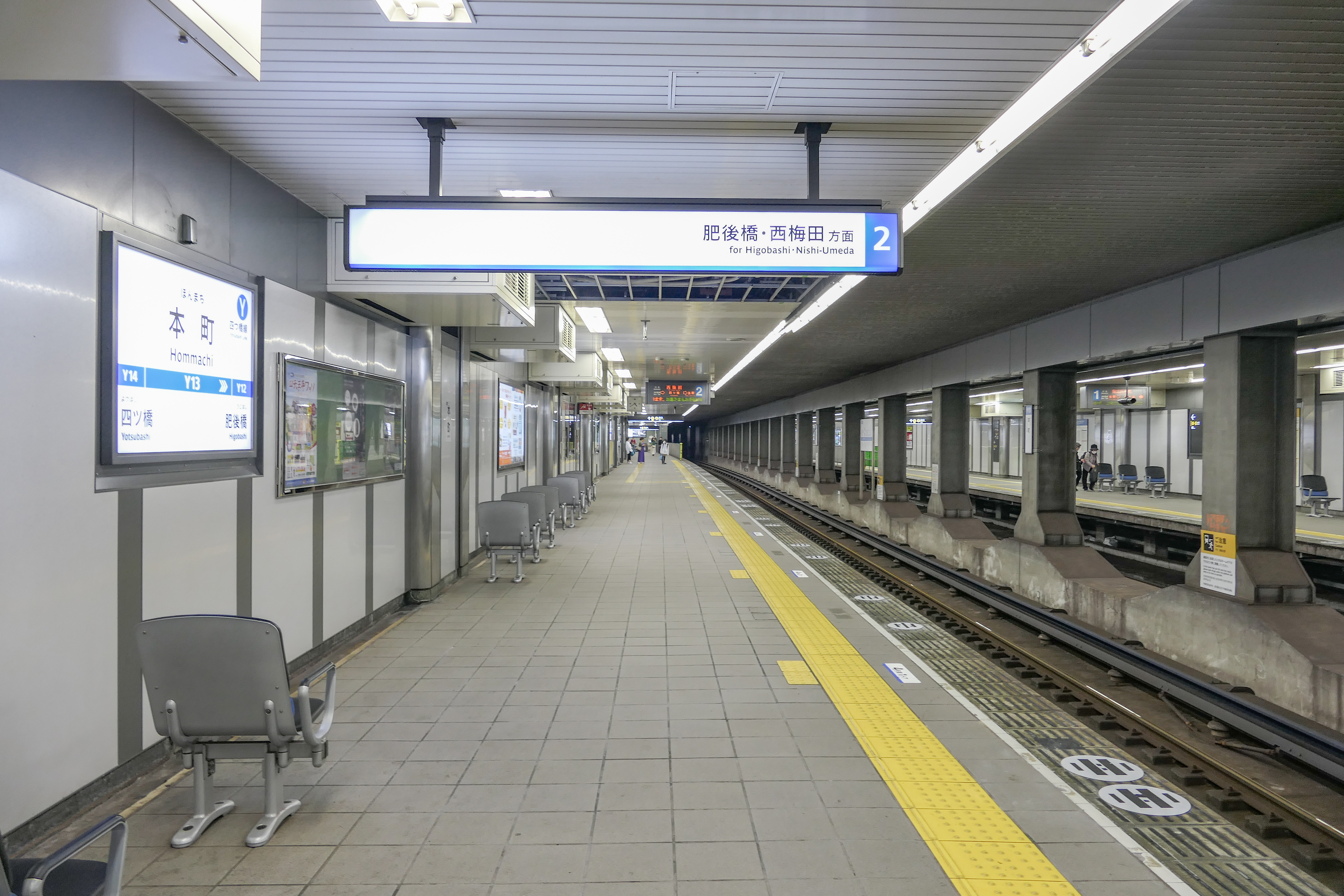
四つ橋線ホーム（リニューアル後、ホーム柵設置前、2023年11月）
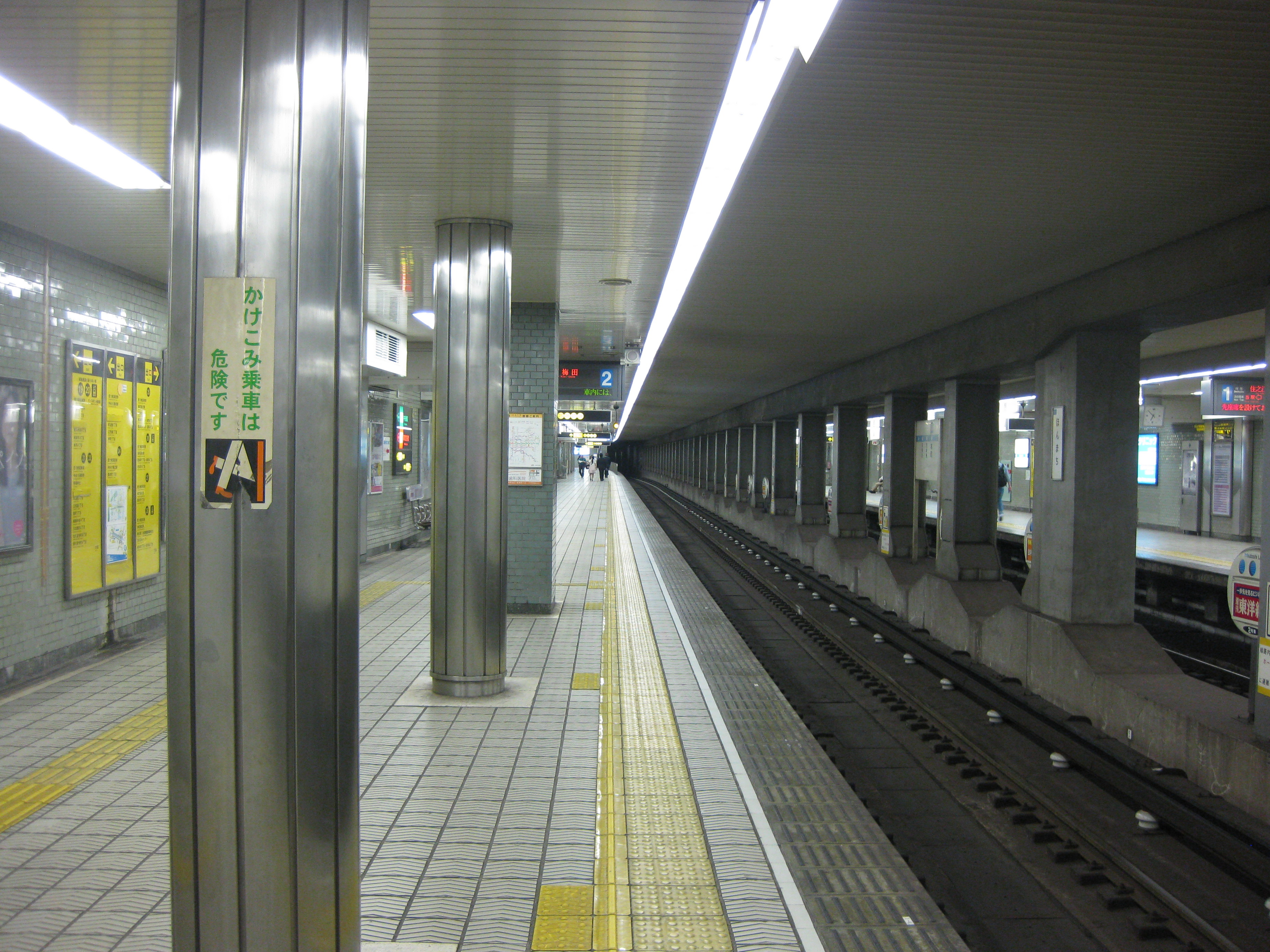
リニューアル前の四つ橋線ホーム（2012年5月）
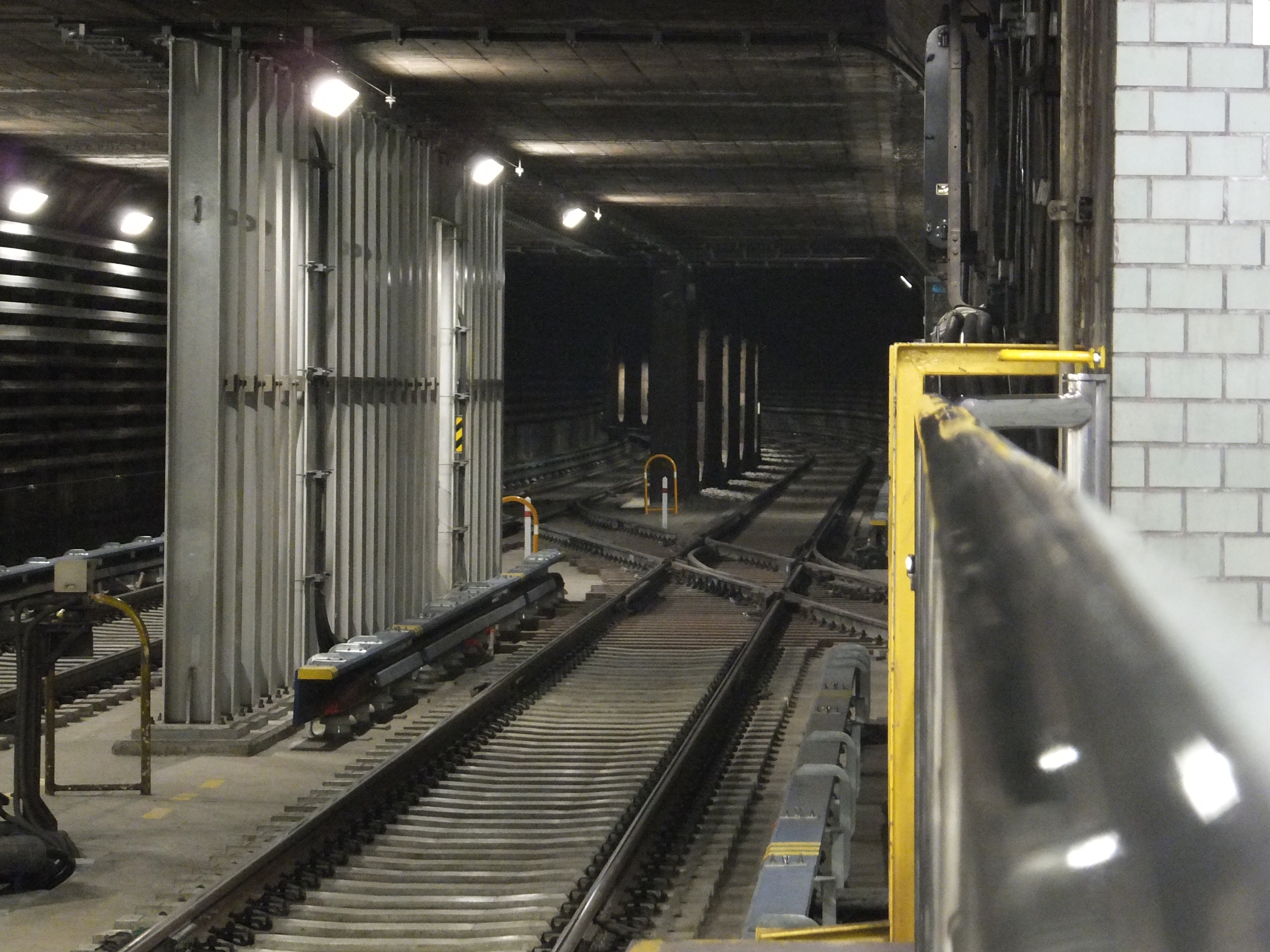
連絡線（四つ橋線2番線ホームより）
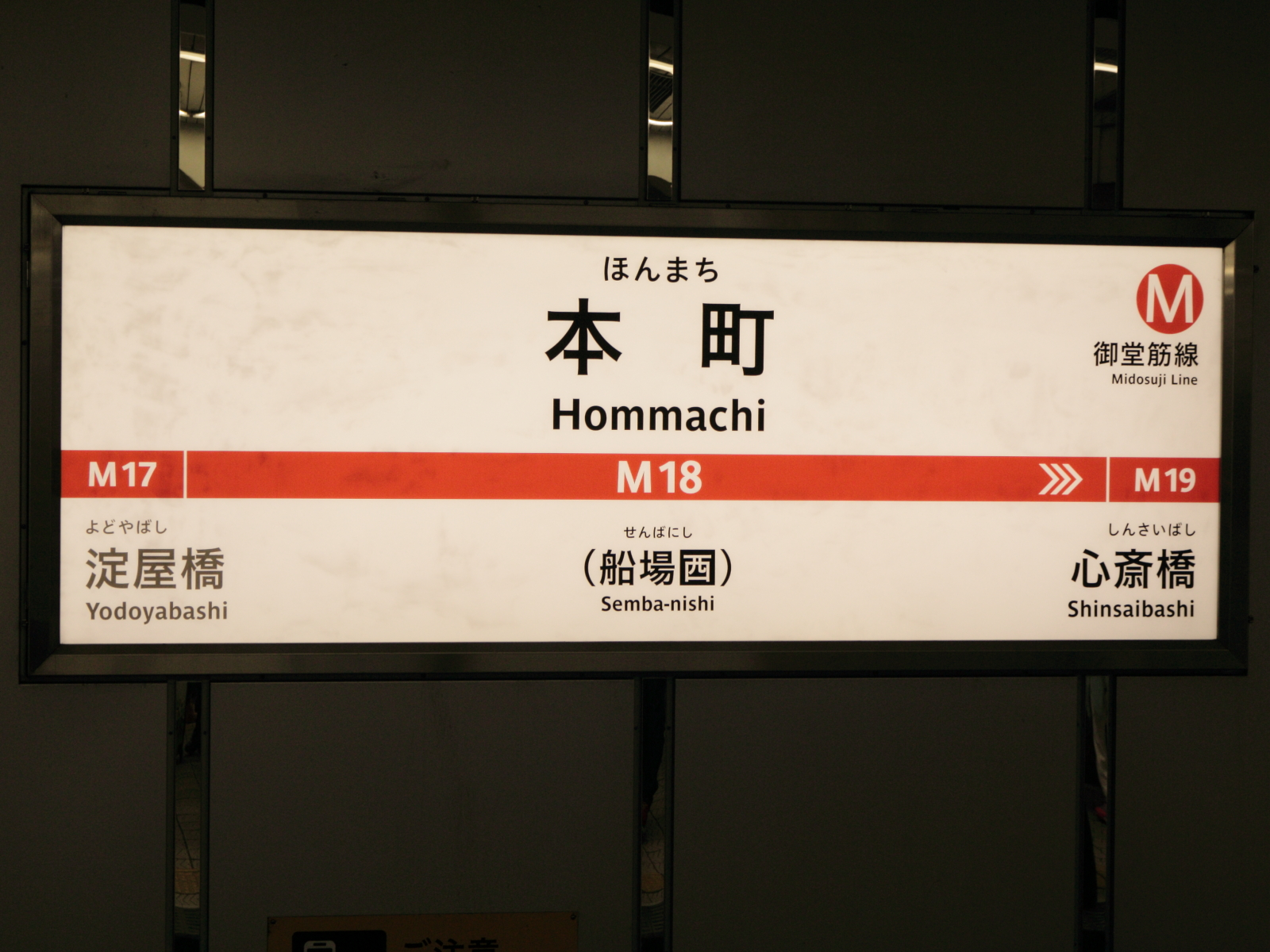
御堂筋線　駅名標

### トイレ
トイレは北南 中西 東改札内と各四つ橋線ホームにある。

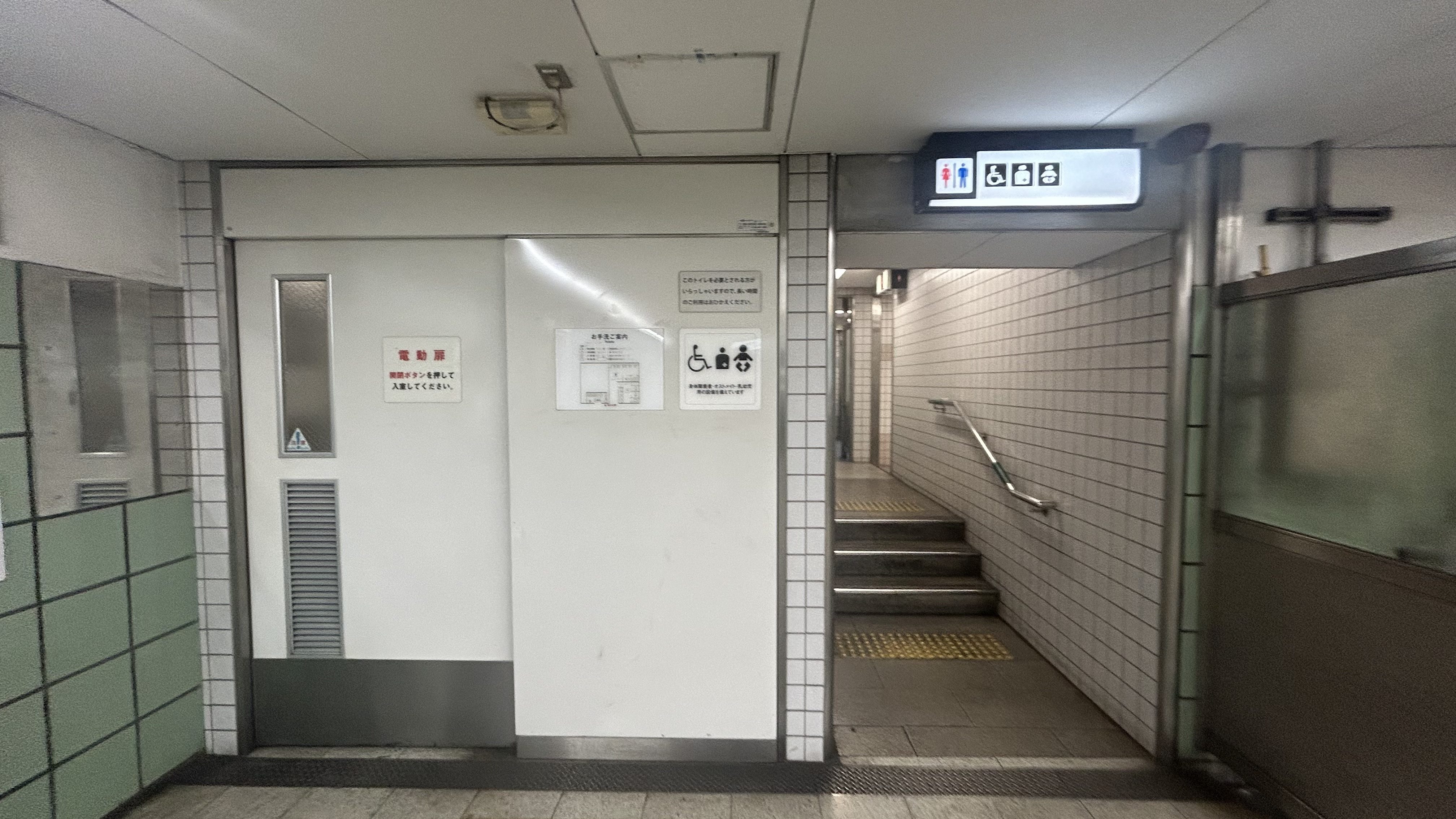
北南改札内トイレ
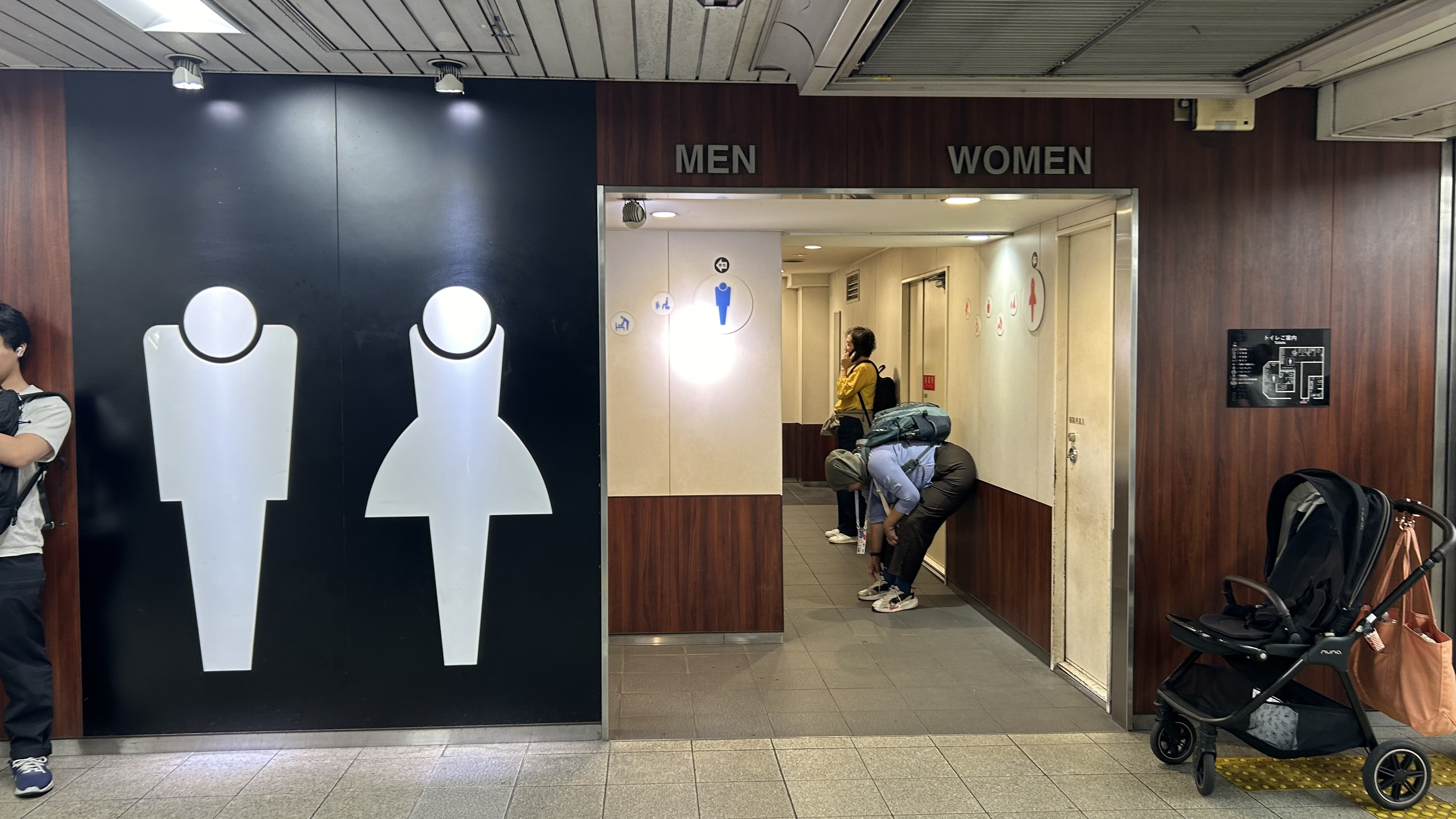
中西改札内トイレ
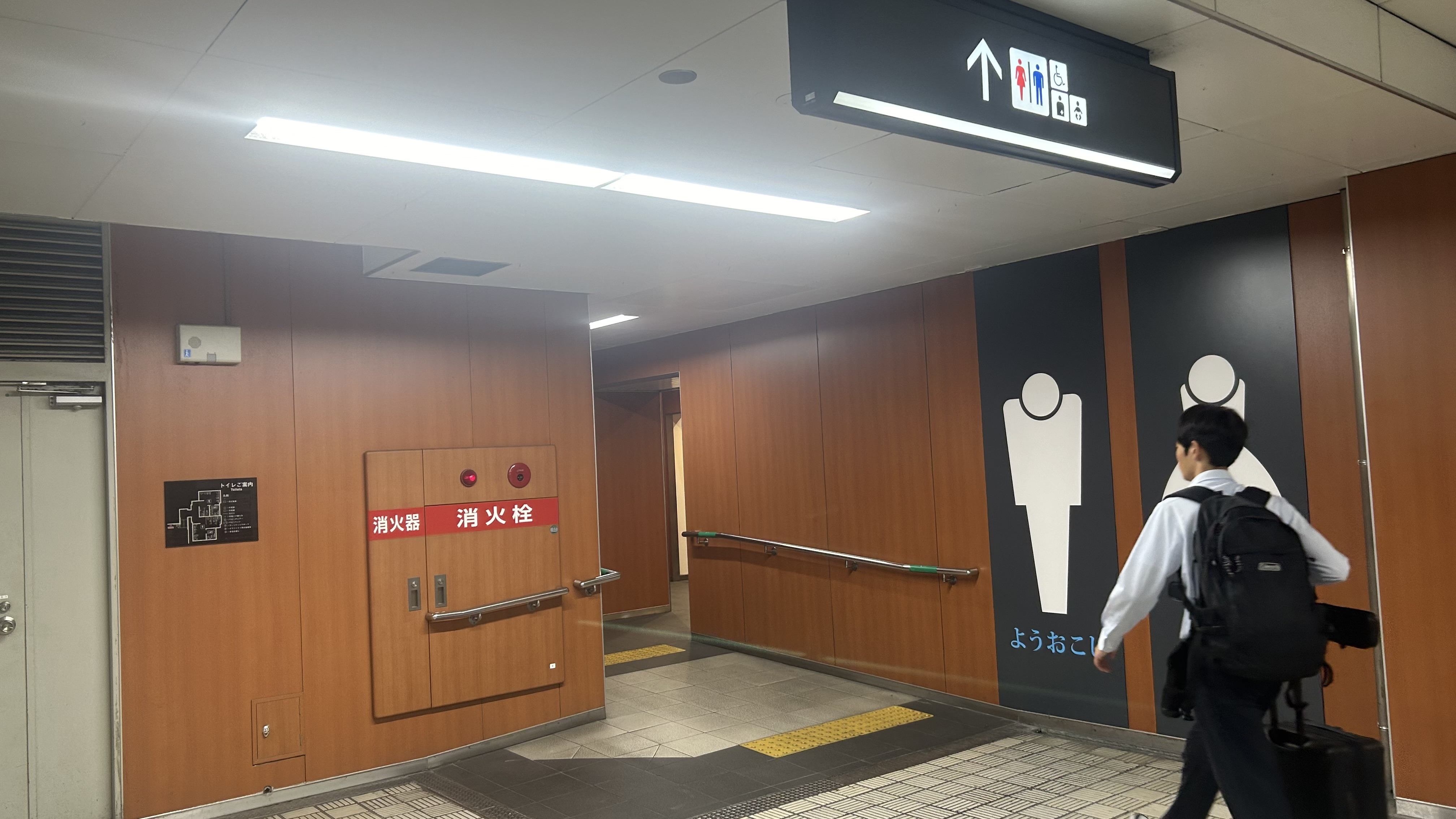
東改札内トイレ
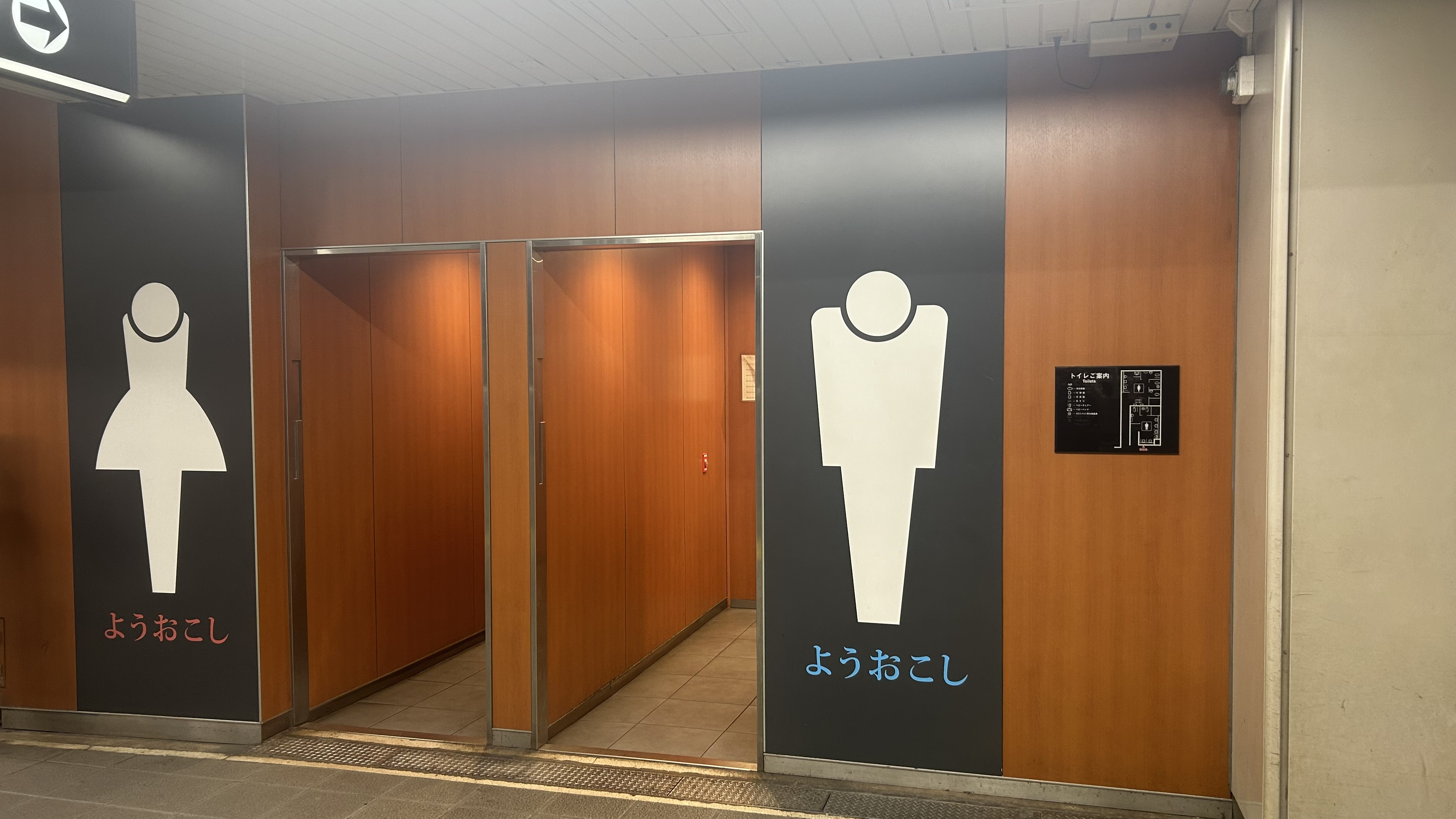
四つ橋線1番線ホームトイレ
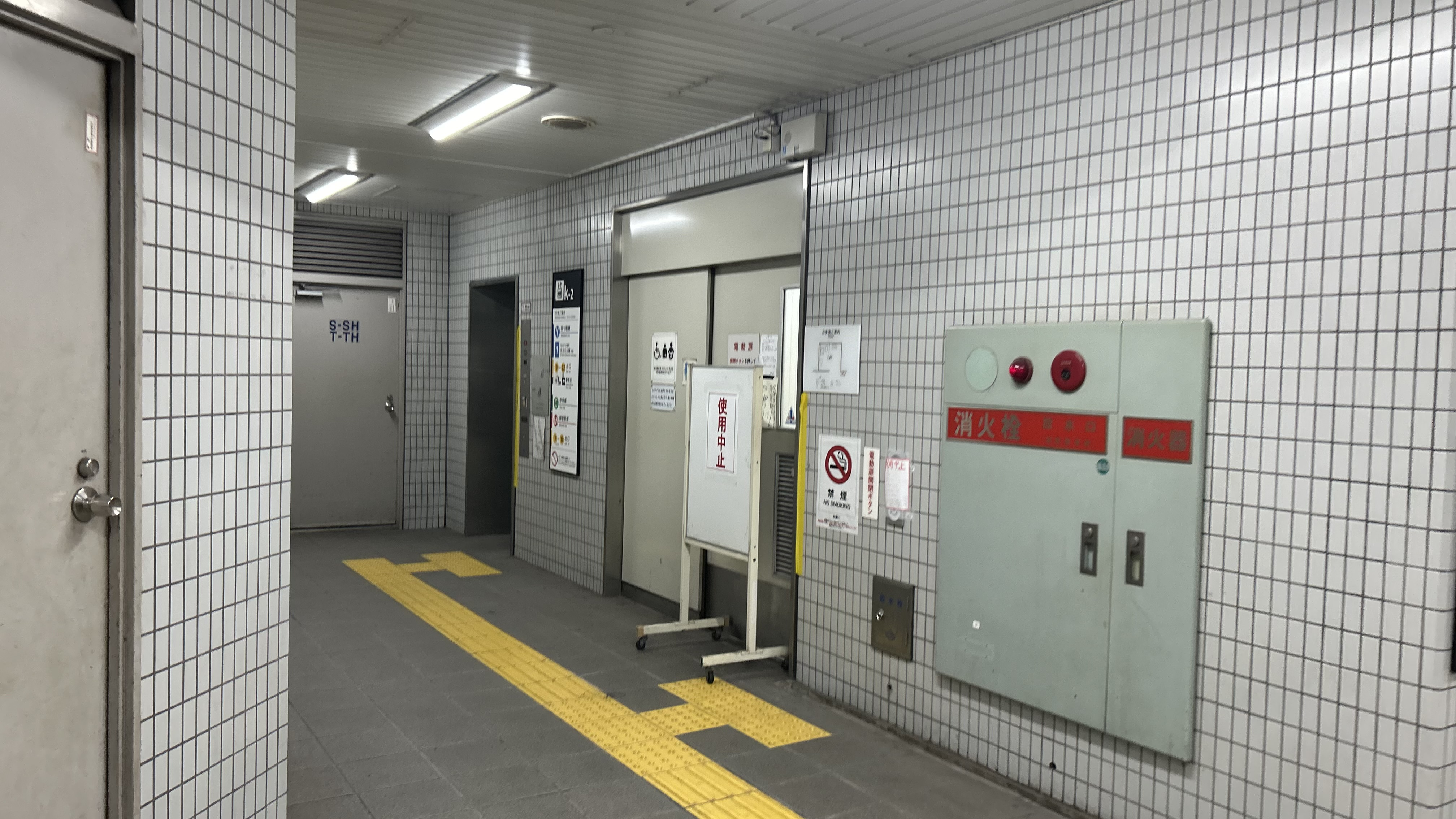
四つ橋線2番線ホームトイレ

### 出口
出口は合計で28箇所ある。これは大阪メトロの中で二番目に多い。
| 出口番号 | 出口周辺                                           | 接続改札          | 最寄り路線      | 備考                                 |
| -------- | -------------------------------------------------- | ----------------- | --------------- | ------------------------------------ |
| 1        | 本町ガーデンシティテラス連絡通路                   | 北北改札          | 御堂筋線        |                                      |
| 2        | 第2有楽ビル連絡通路                                | 北北改札          | 御堂筋線        | エレベーターのみ 2026年7月末まで閉鎖 |
| 3        | 御堂筋本町ビル連絡通路                             | 北中改札 北南改札 | 御堂筋線        | エレベーターあり                     |
| 4        | 御堂ビル連絡通路                                   | 北中改札 北南改札 | 御堂筋線        |                                      |
| 5        | 御堂ビル連絡通路                                   | 北中改札 北南改札 | 御堂筋線        |                                      |
| 6        | 御堂ビル連絡通路                                   | 北中改札 北南改札 | 御堂筋線        |                                      |
| 7        | 本町ガーデンシティ連絡通路                         | 中東改札          | 御堂筋線        | エレベーターあり                     |
| 8        | ヨドコウビル連絡通路                               | 中西改札          | 御堂筋線        |                                      |
| 9        | イトウビル連絡通路                                 | 南改札            | 御堂筋線 中央線 |                                      |
| 10       | 船場センタービル(9-1号館)連絡通路                  | 南改札            | 御堂筋線 中央線 |                                      |
| 11       | 船場センタービル(9-1号館)連絡通路                  | 東改札            | 中央線          |                                      |
| 12       | ディーアイシービル連絡通路                         | 東改札            | 中央線          |                                      |
| 13       | 難波神社                                           | 東改札            | 中央線          |                                      |
| 14       | 大阪センタービル連絡通路                           | 東改札            | 中央線          |                                      |
| 15       | 陶器神社・坐摩神社                                 | 東改札            | 中央線          |                                      |
| 16       | 船場センタービル(10号館)連絡通路                   | 東改札            | 中央線          |                                      |
| 17       |                                                    | 東改札            | 中央線          |                                      |
| 18       | アパホテル＆リゾート（御堂筋本町駅タワー）連絡通路 | 東改札            | 中央線          | エレベーターあり                     |
| 19       | オリックス本町ビル                                 | 南東改札          | 中央線 四つ橋線 |                                      |
| 20       | オリックス本町ビル                                 | 南東改札          | 中央線 四つ橋線 | エレベーターあり                     |
| 21       | 陶器神社                                           | 南東改札          | 中央線 四つ橋線 |                                      |
| 22       |                                                    | 南東改札          | 中央線 四つ橋線 |                                      |
| 23       |                                                    | 南西改札          | 四つ橋線        | エレベーターあり                     |
| 24       |                                                    | 南西改札          | 四つ橋線        |                                      |
| 25       |                                                    | 北東改札          | 四つ橋線        |                                      |
| 26       |                                                    | 北東改札          | 四つ橋線        | エレベーターあり                     |
| 27       |                                                    | 北西改札          | 四つ橋線        |                                      |
| 28       | 靭公園・全国健康保険協会・科学技術センター         | 北西改札          | 四つ橋線        | エレベーターあり                     |

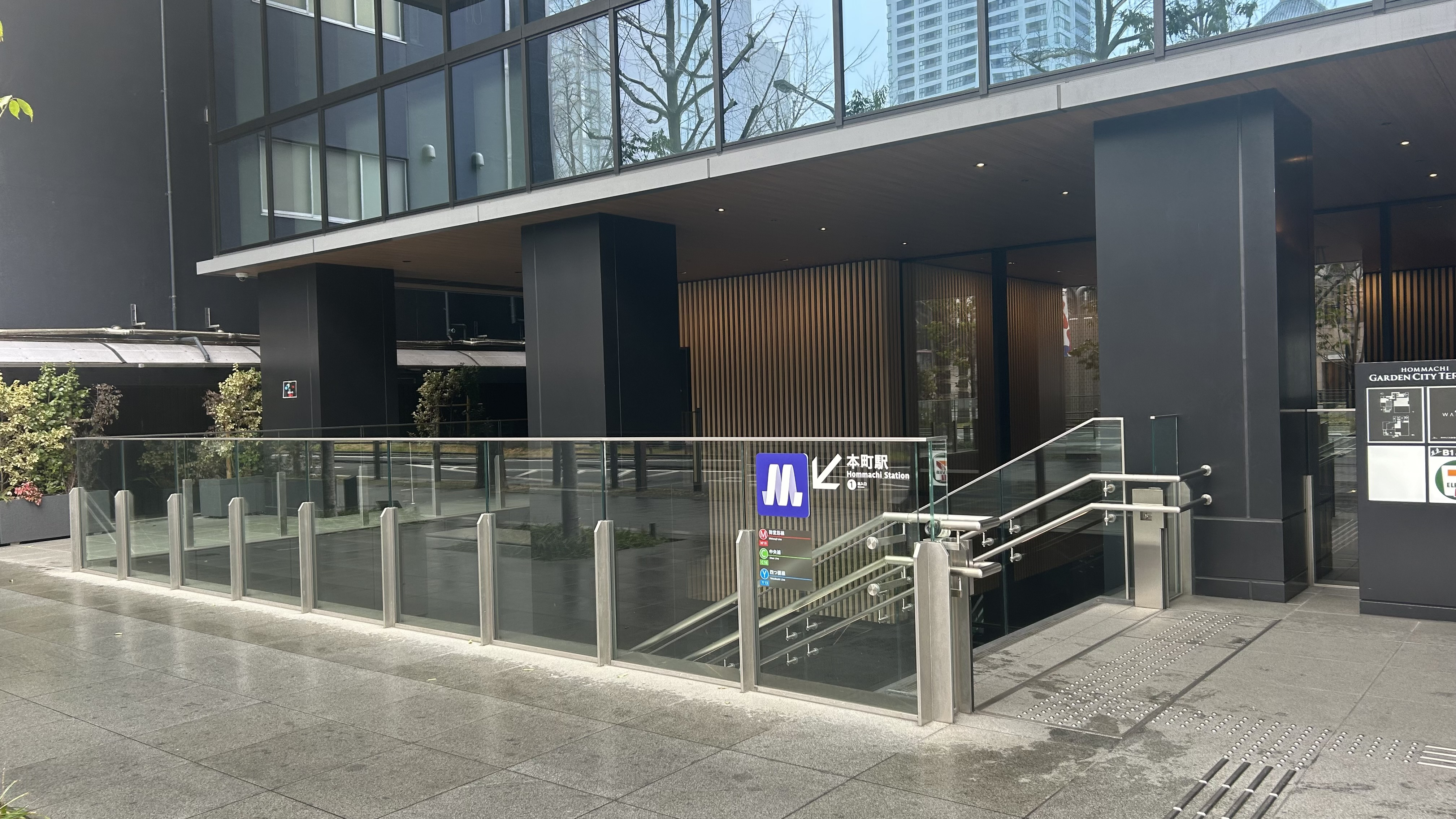
1号出入口
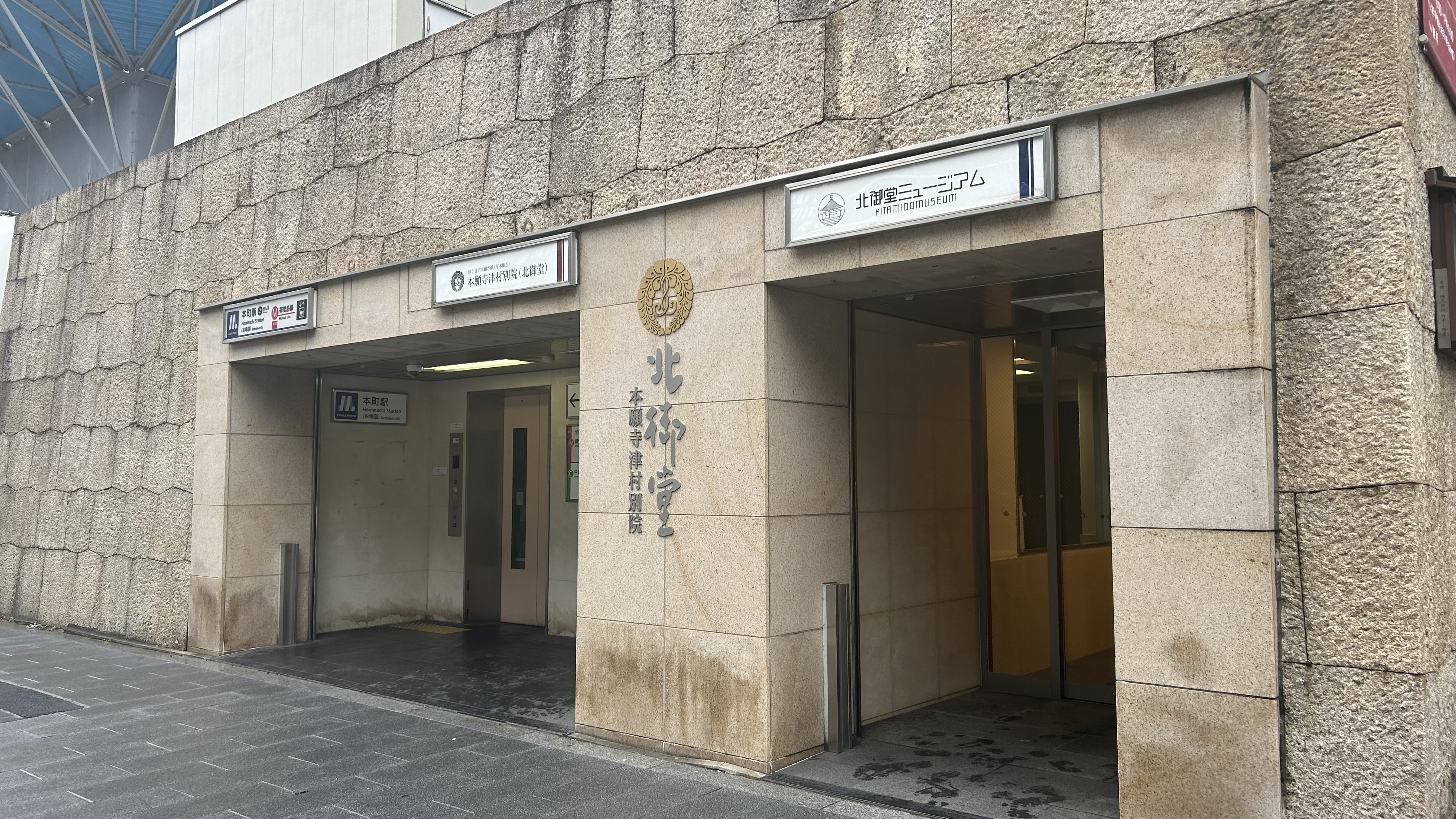
2号出入口
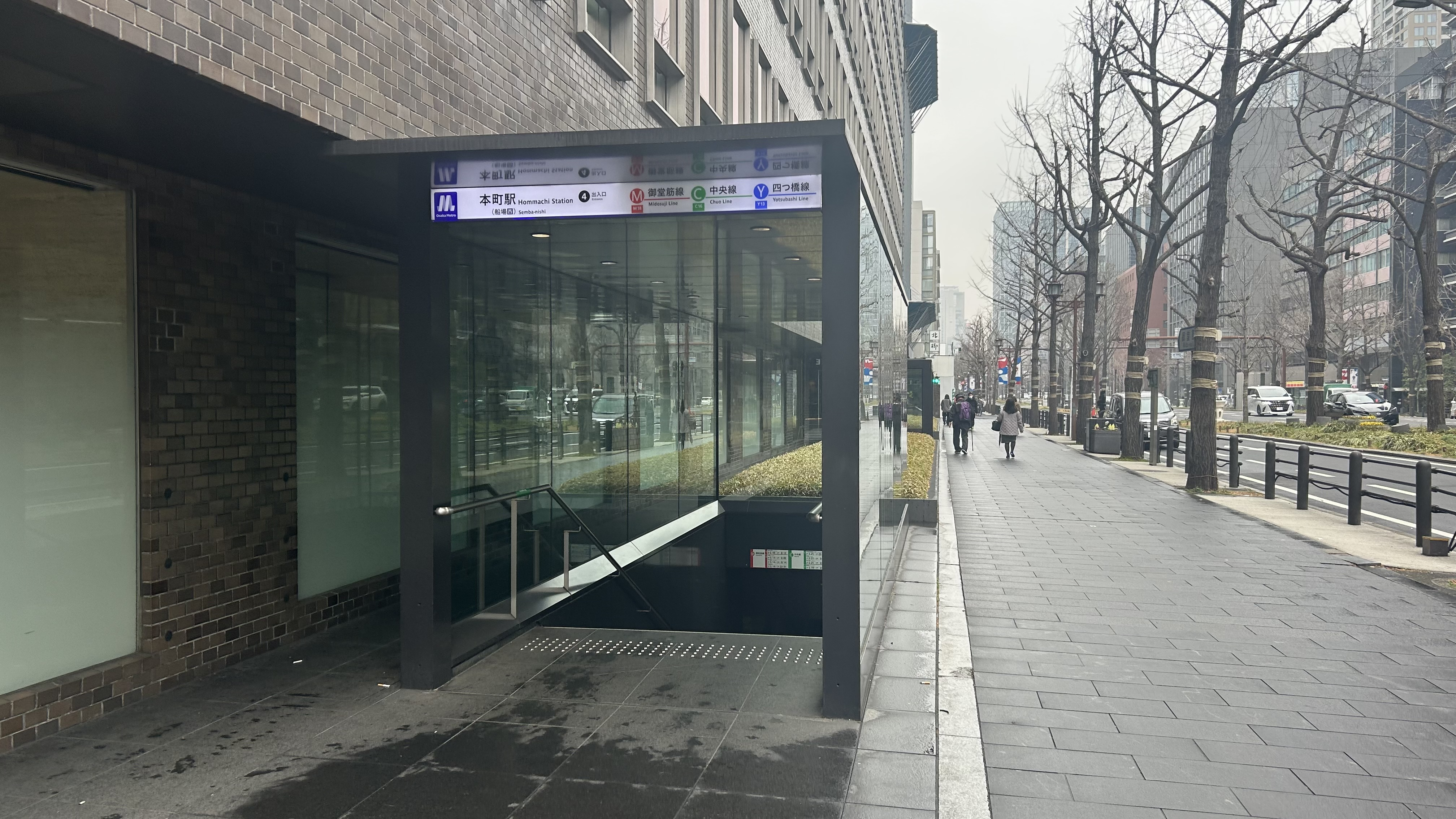
4号出入口
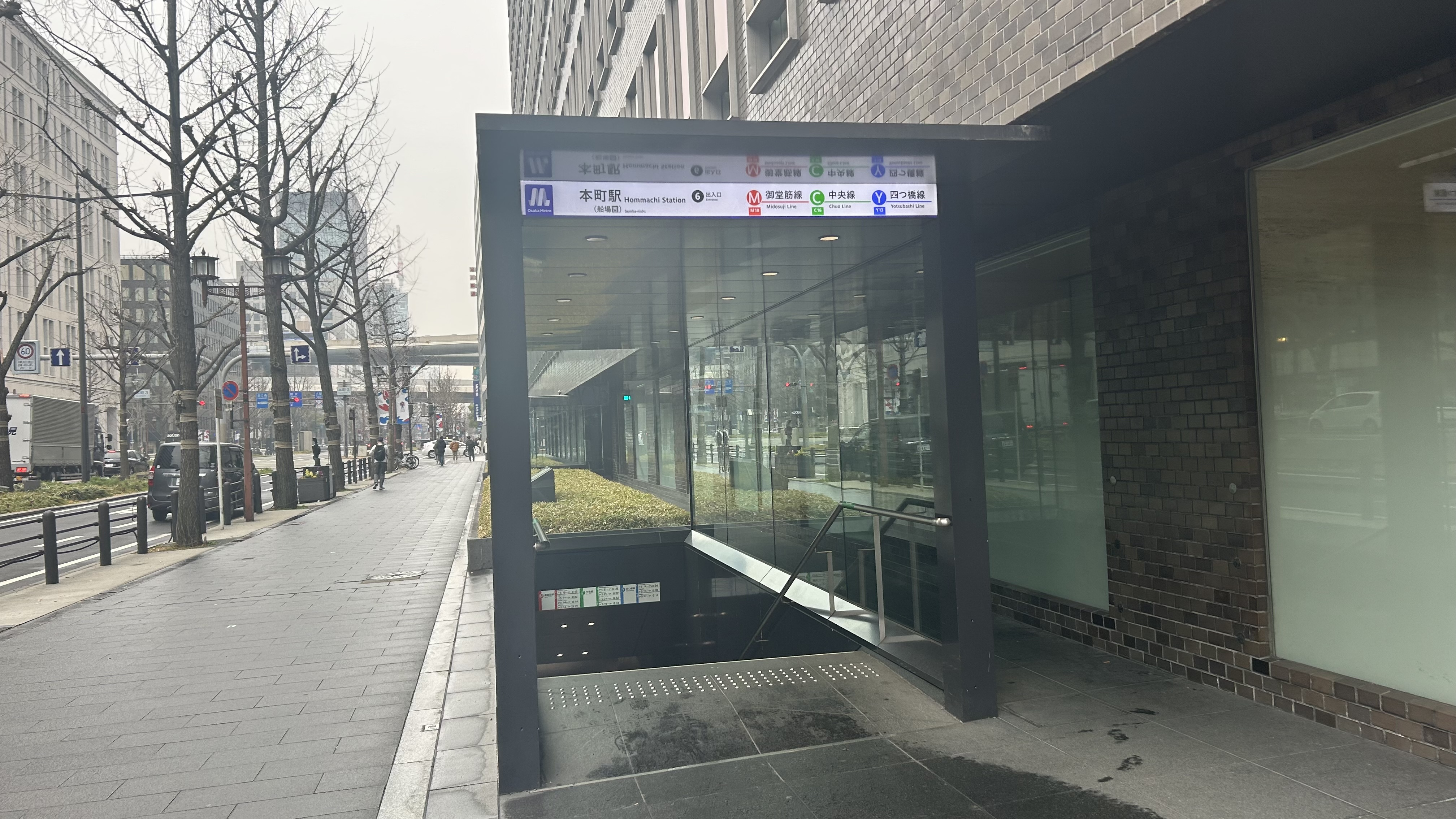
6号出入口
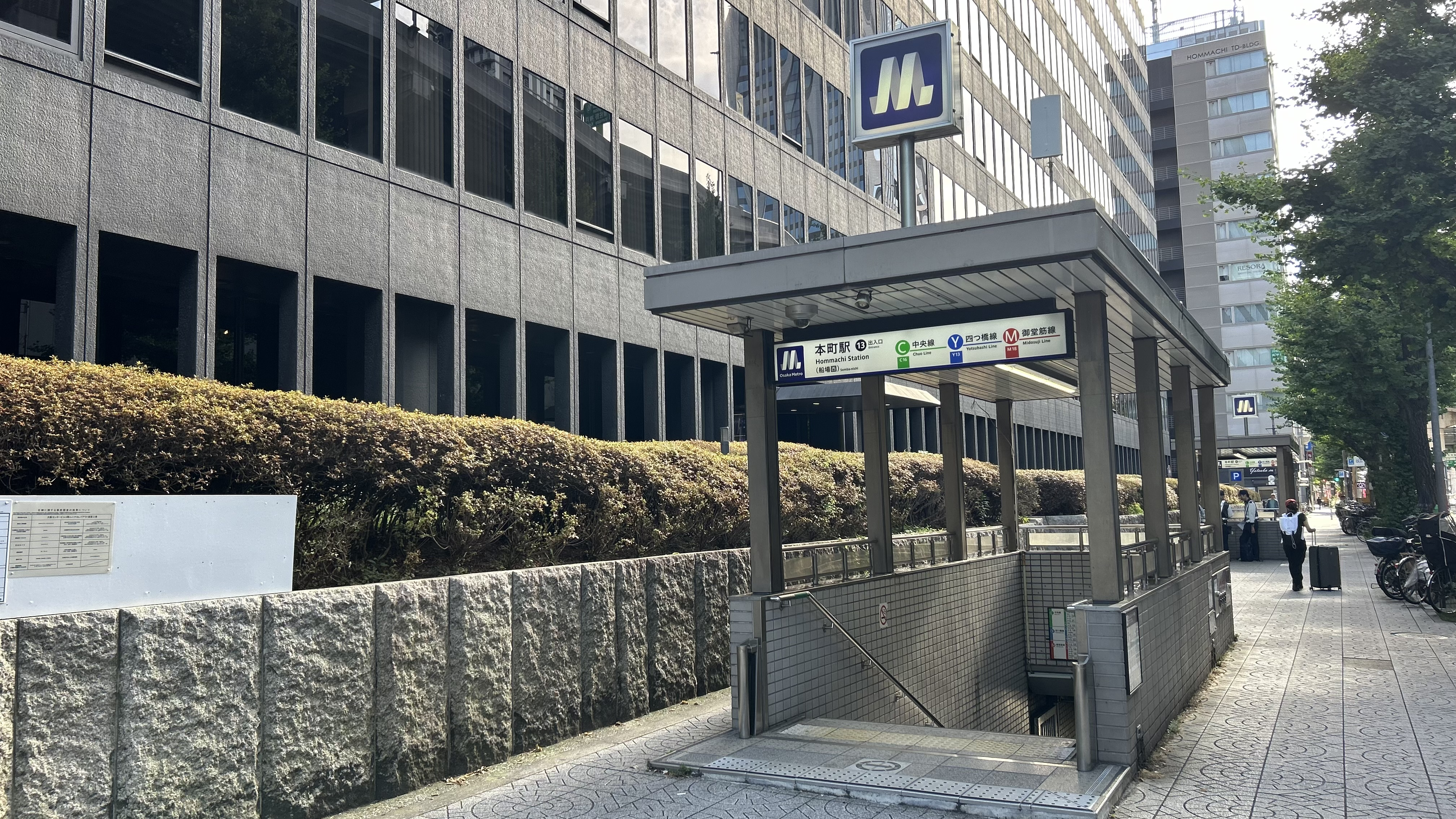
13号出入口
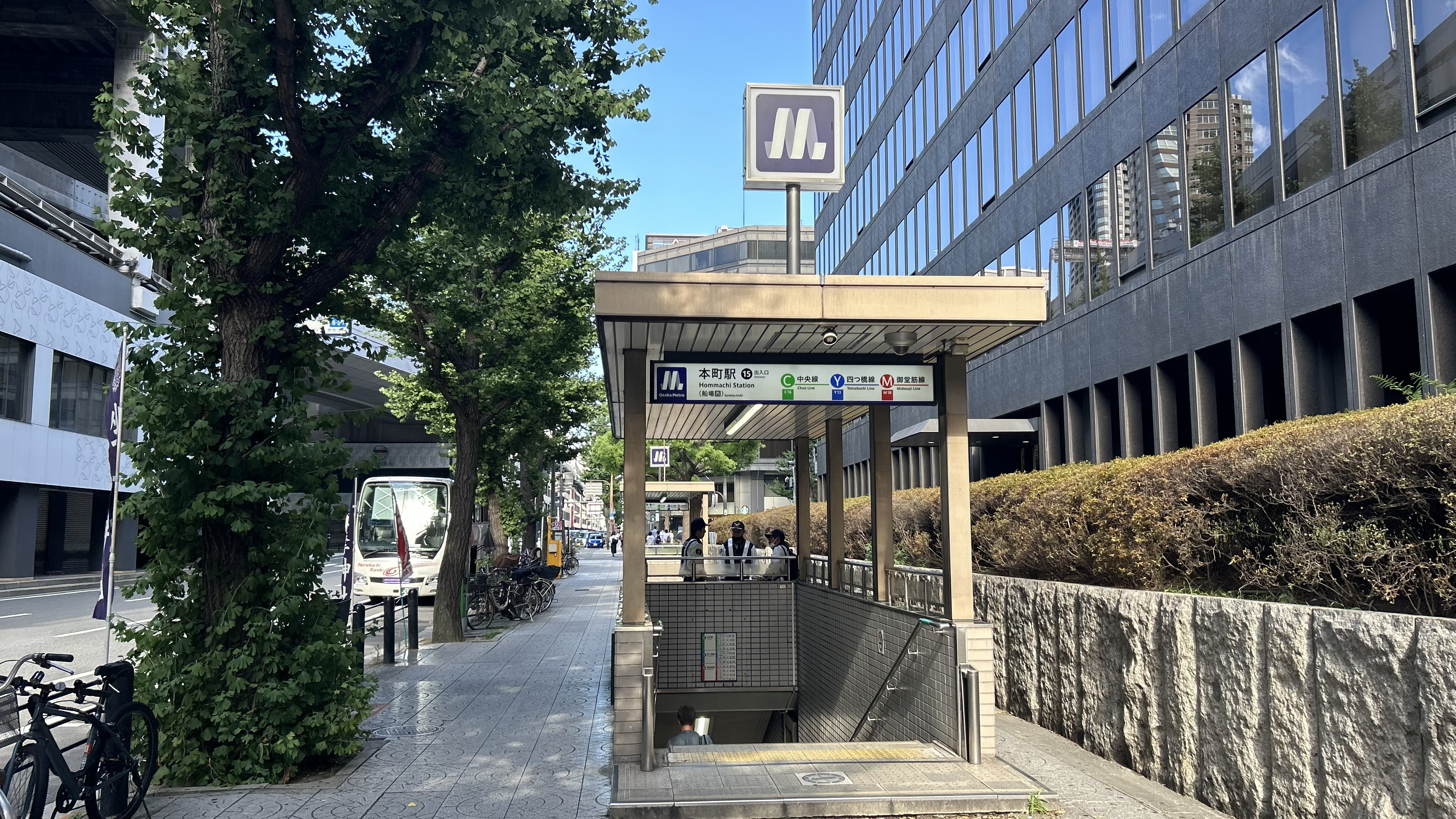
15号出入口
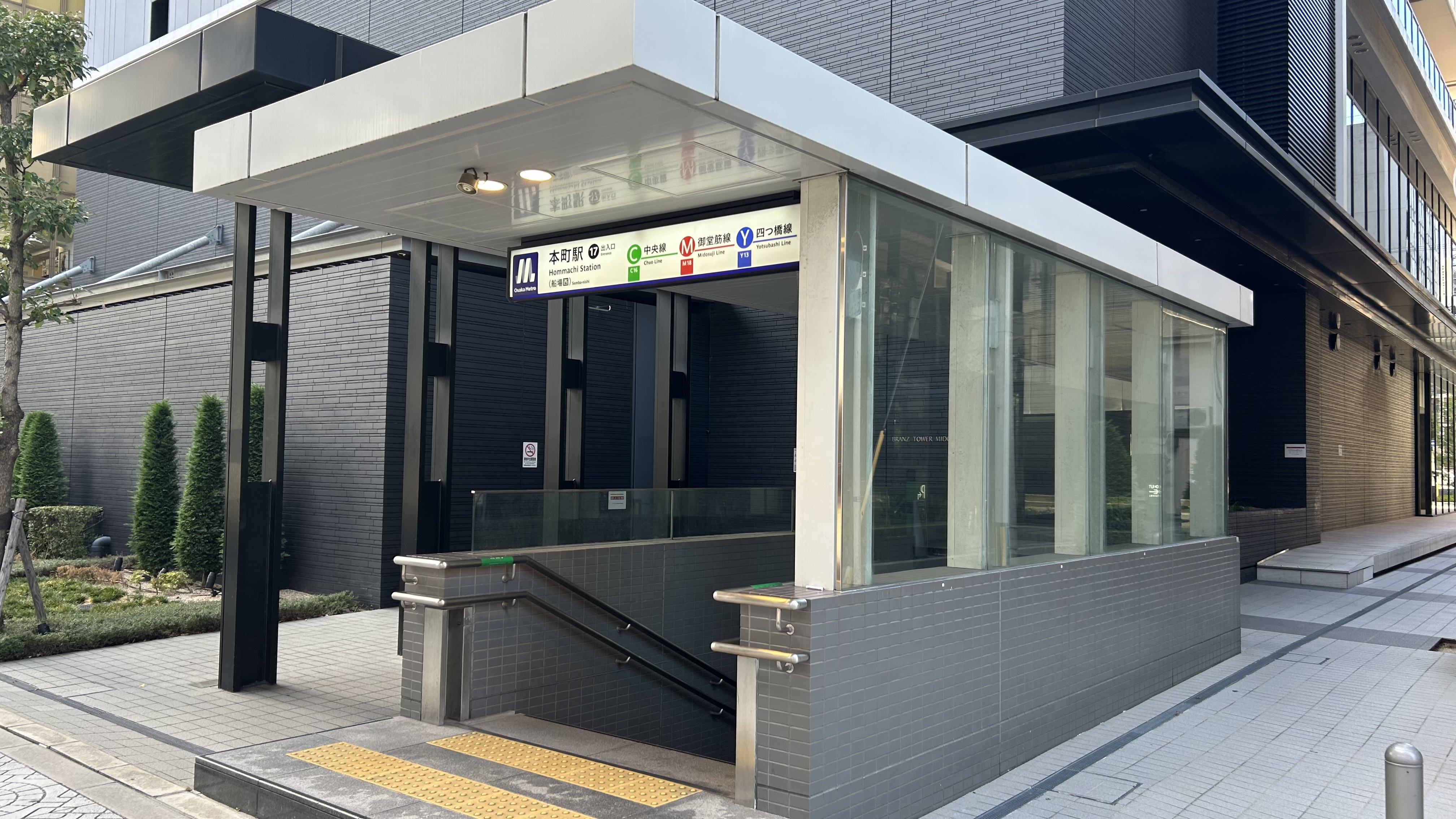
17号出入口
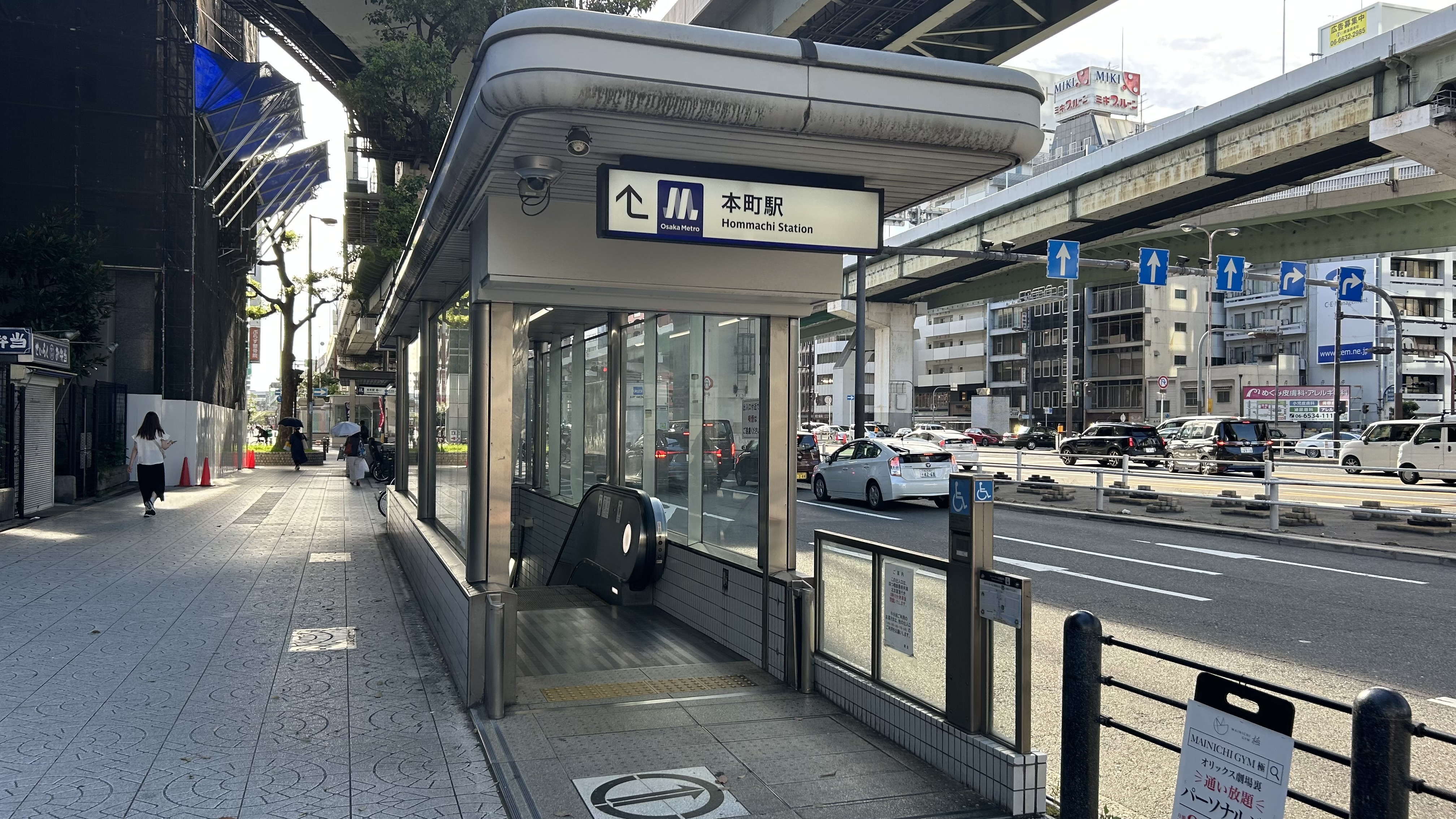
21号出入口
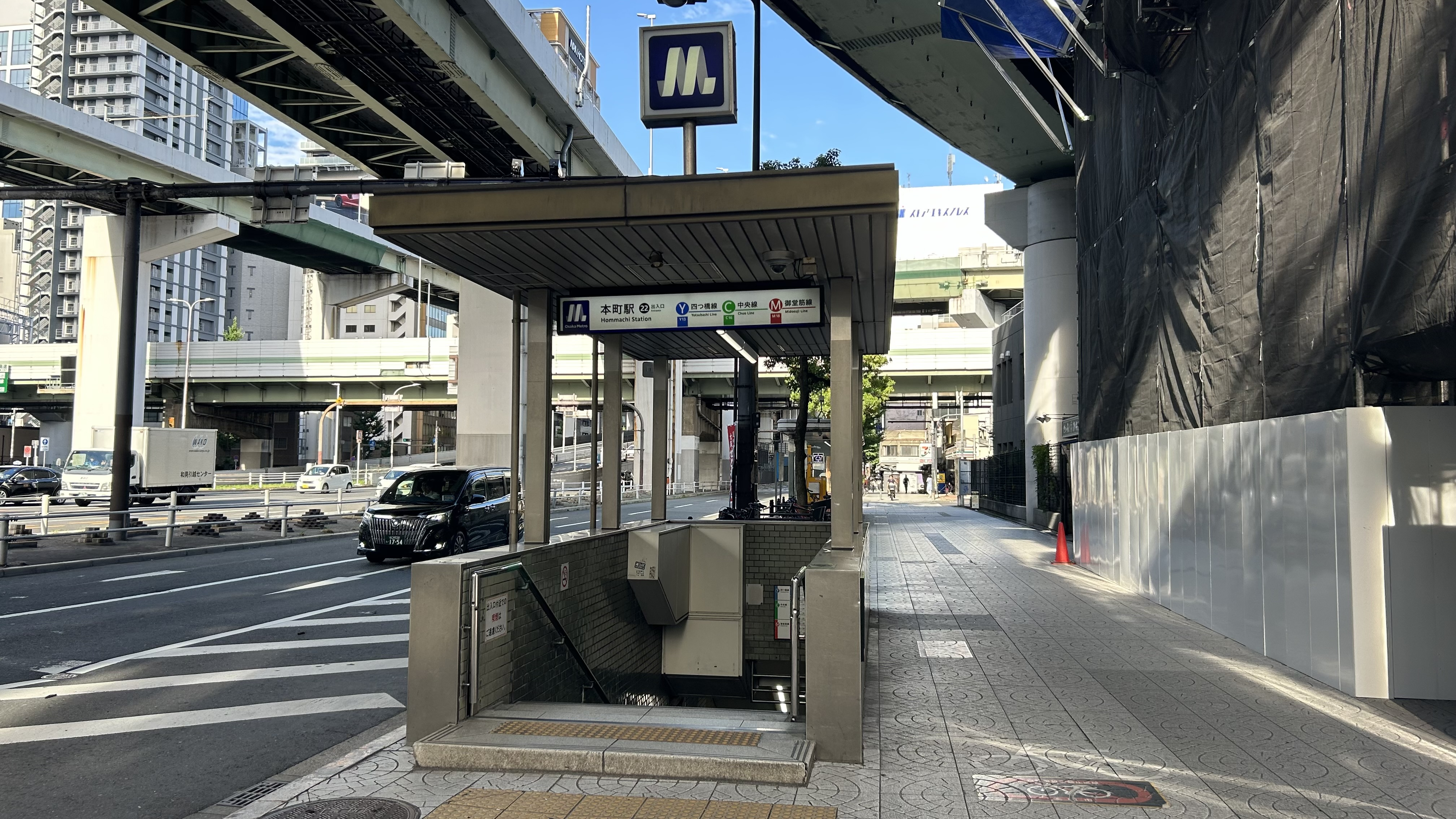
22号出入口
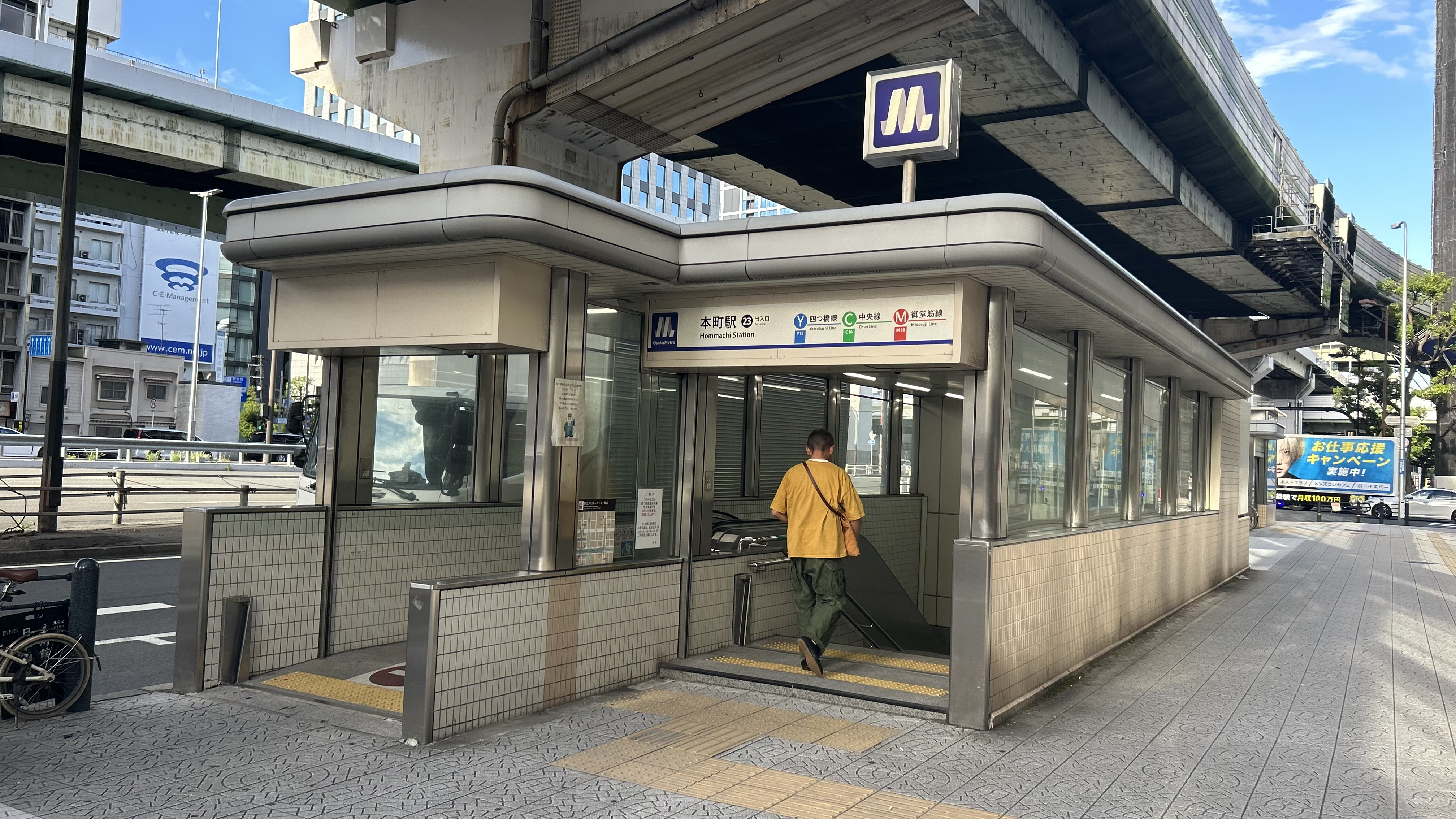
23号出入口
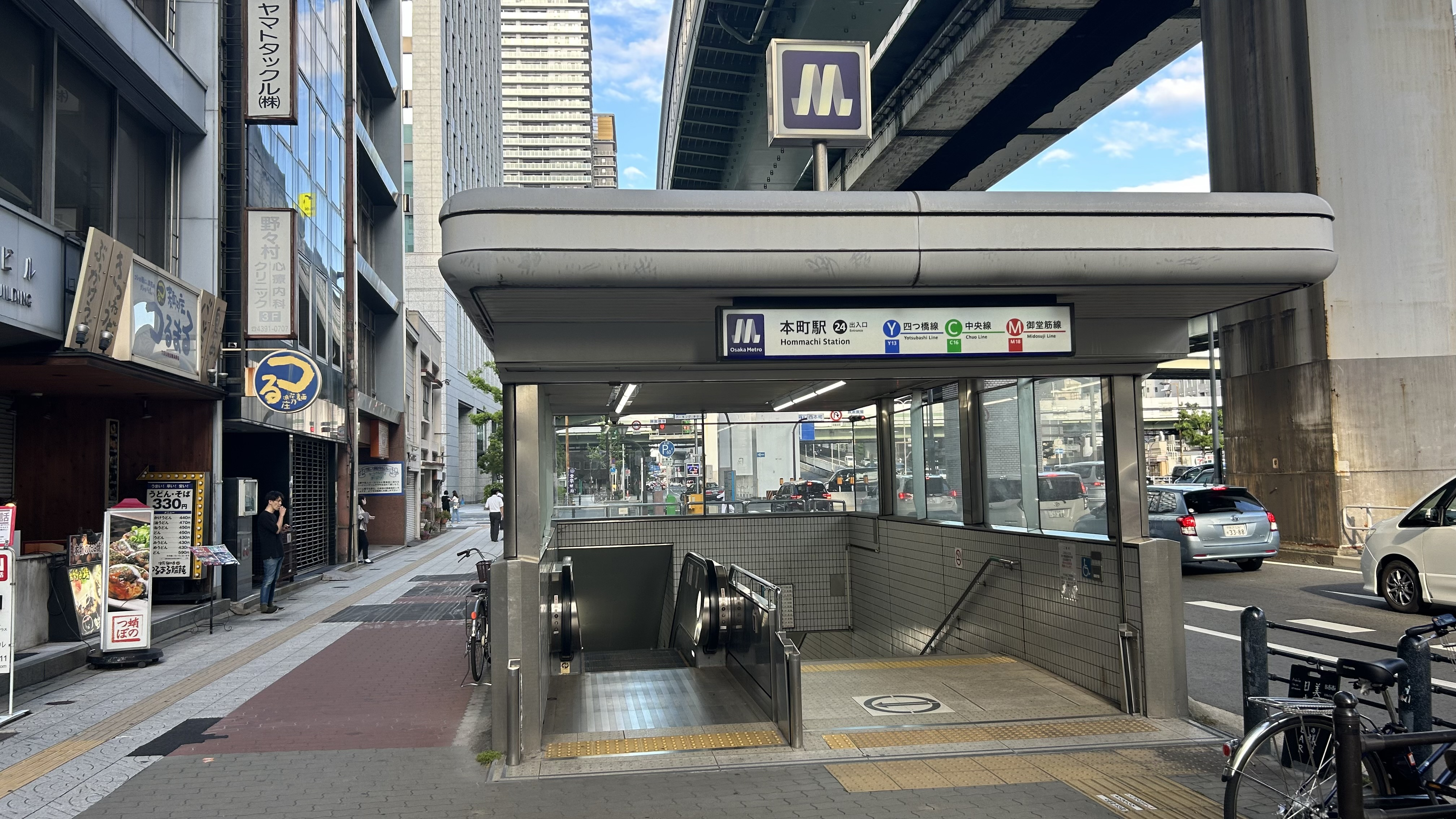
24号出入口
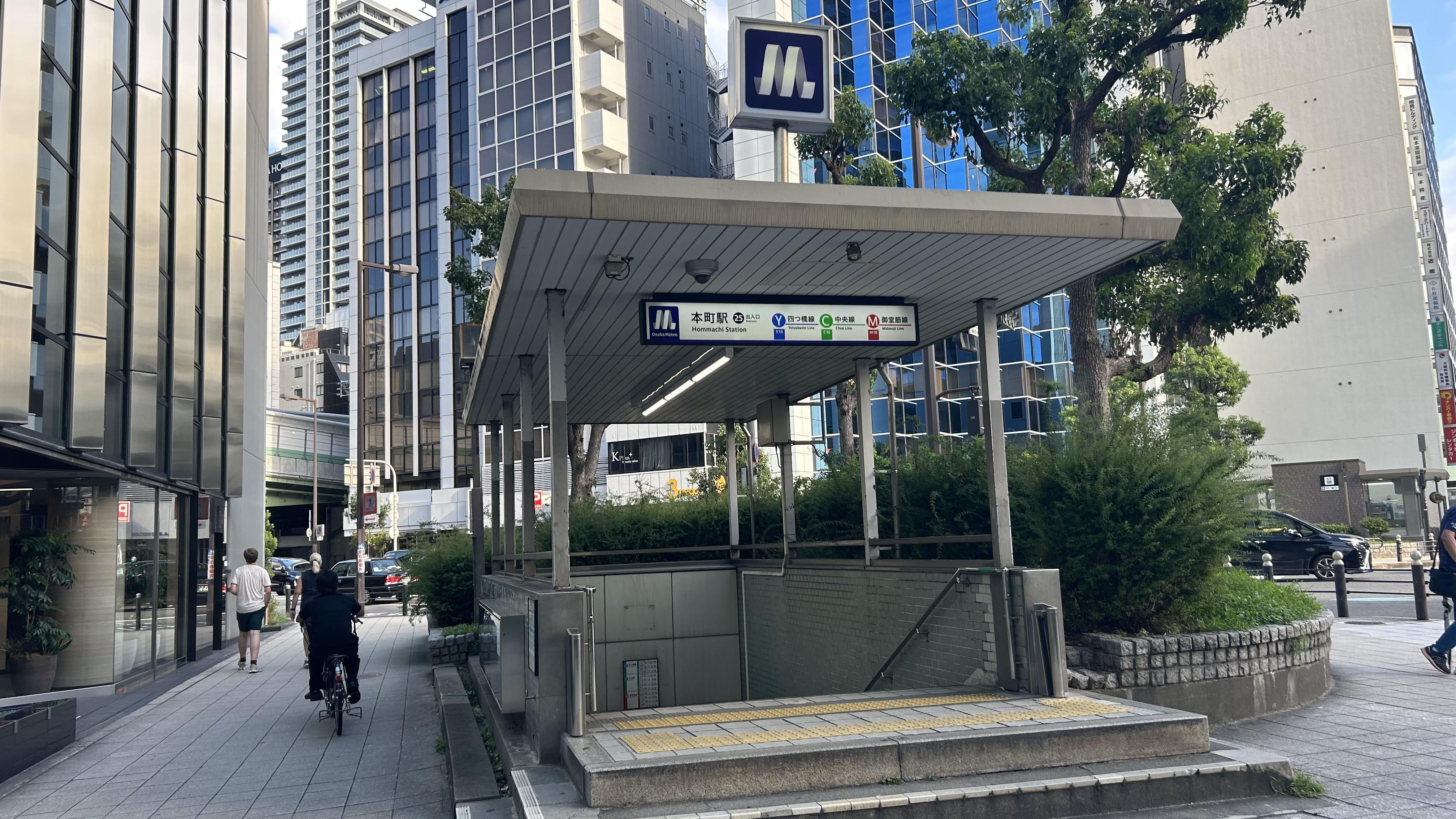
25号出入口
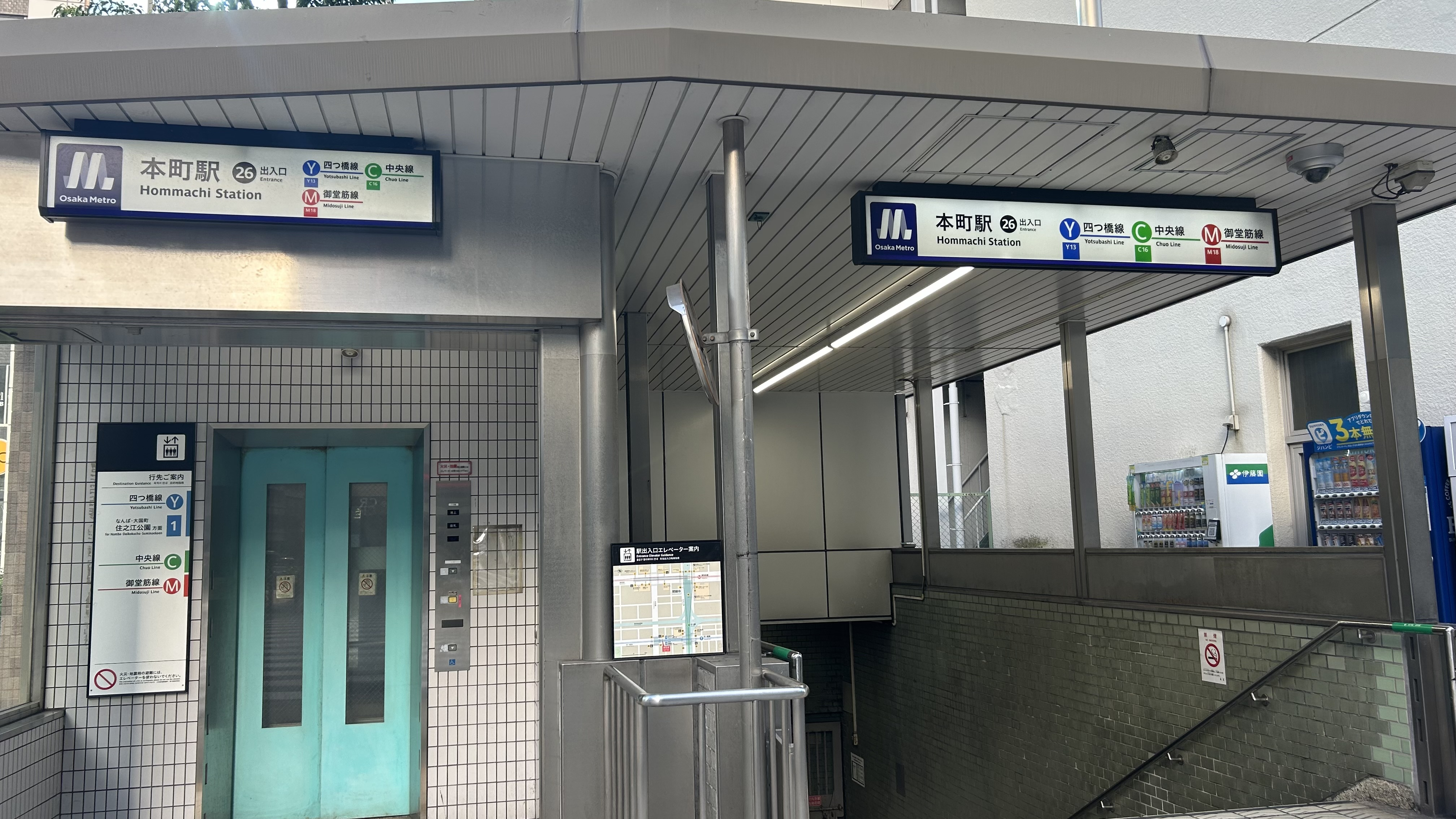
26号出入口
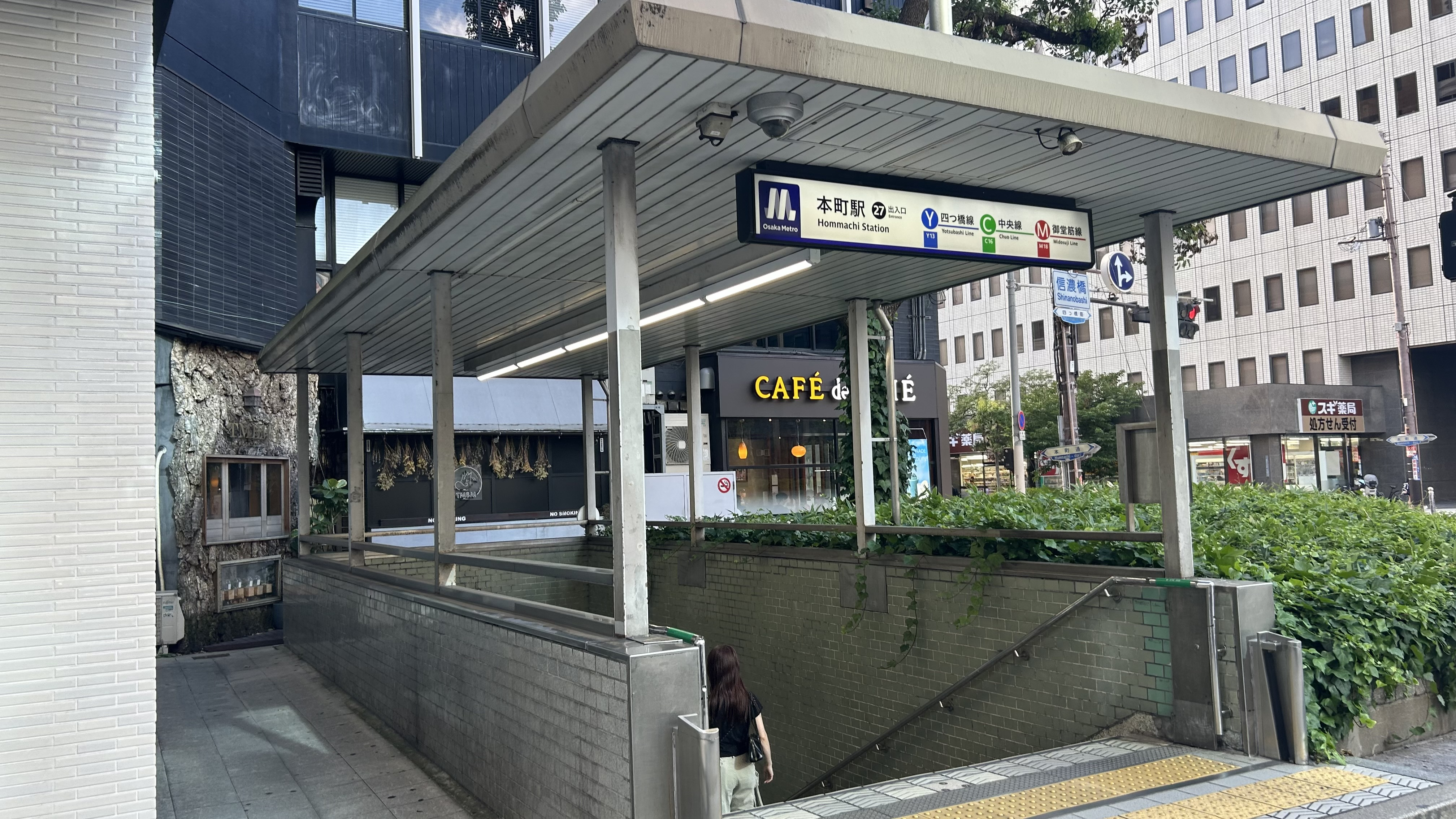
27号出入口
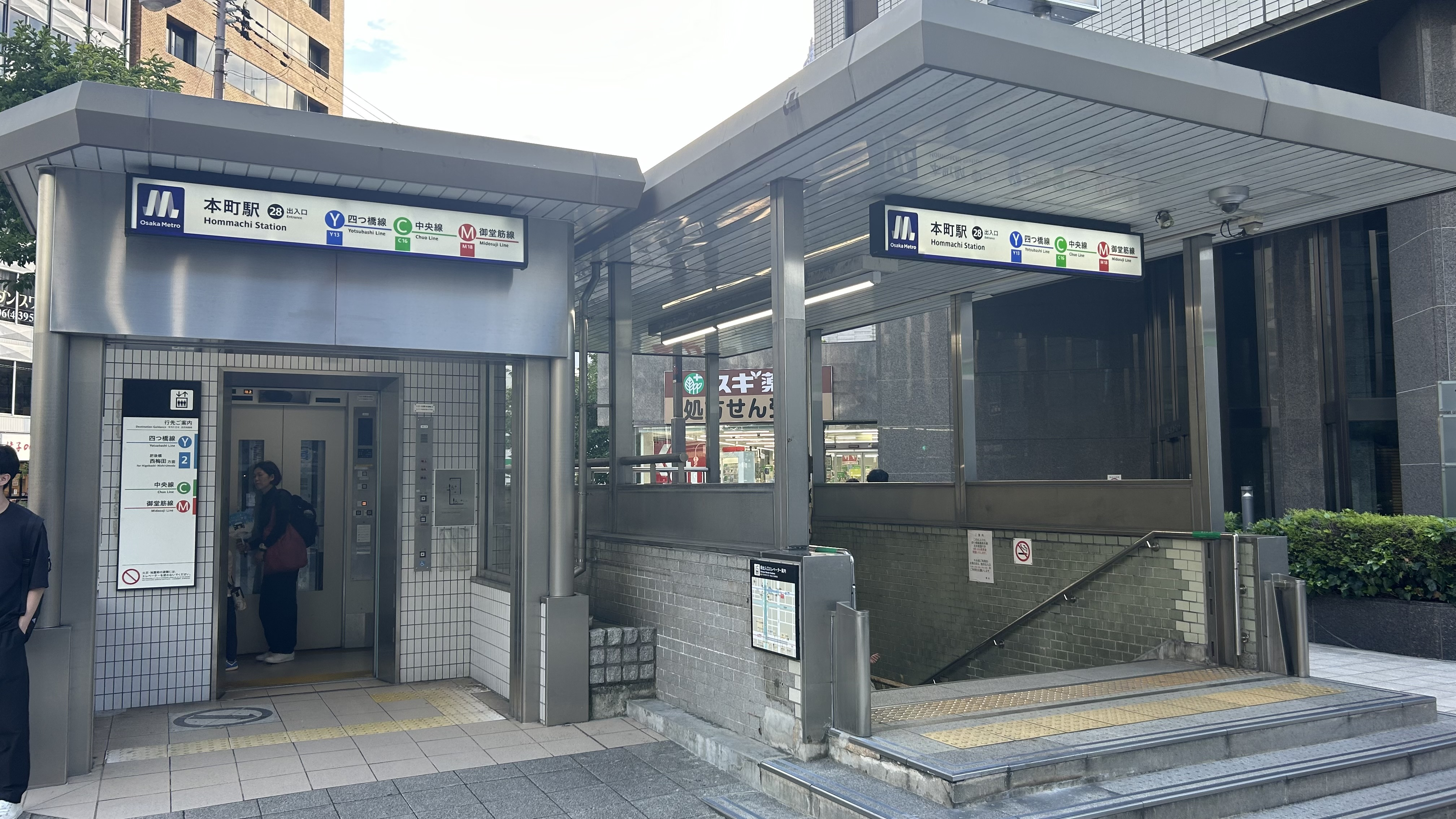
28号出入口

## 利用状況
2024年11月12日の1日乗降人員は206,138人（乗車人員：102,400人、降車人員：103,738人）である。Osaka Metroの駅では梅田駅・難波駅・天王寺駅・淀屋橋駅に次ぐ第5位の乗降人員であり、他社線との乗り換えがない同社の駅では最多である。四つ橋線が乗り入れる駅としては難波駅に次ぐ第2位の乗降人員。中央線が乗り入れる駅としては最も乗降人員が多い。
各年度の特定日における利用状況は下表の通りである。なお1969・1995年度の記録については、それぞれ1970・1996年に行われた調査である（会計年度上、表中に記載の年度となる）。
1968年度までのデータは御堂筋線・中央線のみの合計。
| 年度               | 調査日   | 乗車人員 | 降車人員 | 乗降人員 | 出典          | 出典          |
| 年度               | 調査日   | 乗車人員 | 降車人員 | 乗降人員 | メトロ        | 大阪府        |
| ------------------ | -------- | -------- | -------- | -------- | ------------- | ------------- |
| 1966年（昭和41年） | 11月08日 | 94,427   | 96,457   | 190,884  |               | [ 大阪府 1 ]  |
| 1967年（昭和42年） | 11月14日 | 96,881   | 101,430  | 198,311  |               | [ 大阪府 2 ]  |
| 1968年（昭和43年） | 11月12日 | 102,658  | 104,141  | 206,799  |               | [ 大阪府 3 ]  |
| 1969年（昭和44年） | 01月27日 | 98,393   | 105,800  | 204,193  |               | [ 大阪府 4 ]  |
| 1970年（昭和45年） | 11月06日 | 112,549  | 117,631  | 230,180  |               | [ 大阪府 5 ]  |
| 1972年（昭和47年） | 11月14日 | 112,910  | 119,190  | 232,100  |               | [ 大阪府 6 ]  |
| 1975年（昭和50年） | 11月07日 | 119,007  | 122,039  | 241,046  |               | [ 大阪府 7 ]  |
| 1977年（昭和52年） | 11月18日 | 119,237  | 123,062  | 242,299  |               | [ 大阪府 8 ]  |
| 1981年（昭和56年） | 11月10日 | 124,934  | 128,307  | 253,241  |               | [ 大阪府 9 ]  |
| 1985年（昭和60年） | 11月12日 | 130,742  | 135,490  | 266,232  |               | [ 大阪府 10 ] |
| 1987年（昭和62年） | 11月10日 | 139,168  | 142,656  | 281,824  |               | [ 大阪府 11 ] |
| 1990年（平成02年） | 11月06日 | 145,269  | 146,221  | 291,490  |               | [ 大阪府 12 ] |
| 1995年（平成07年） | 02月15日 | 132,093  | 136,535  | 268,628  |               | [ 大阪府 13 ] |
| 1998年（平成10年） | 11月10日 | 123,488  | 128,388  | 251,876  |               | [ 大阪府 14 ] |
| 2007年（平成19年） | 11月13日 | 114,344  | 118,724  | 233,068  |               | [ 大阪府 15 ] |
| 2008年（平成20年） | 11月11日 | 111,864  | 115,471  | 227,335  |               | [ 大阪府 16 ] |
| 2009年（平成21年） | 11月10日 | 110,654  | 111,414  | 222,068  |               | [ 大阪府 17 ] |
| 2010年（平成22年） | 11月09日 | 102,876  | 106,441  | 209,317  |               | [ 大阪府 18 ] |
| 2011年（平成23年） | 11月08日 | 100,941  | 104,809  | 205,750  |               | [ 大阪府 19 ] |
| 2012年（平成24年） | 11月13日 | 104,905  | 106,584  | 211,489  |               | [ 大阪府 20 ] |
| 2013年（平成25年） | 11月19日 | 104,433  | 107,697  | 212,130  | [ メトロ 1 ]  | [ 大阪府 21 ] |
| 2014年（平成26年） | 11月11日 | 105,564  | 108,276  | 213,840  | [ メトロ 2 ]  | [ 大阪府 22 ] |
| 2015年（平成27年） | 11月17日 | 108,656  | 108,854  | 217,510  | [ メトロ 3 ]  | [ 大阪府 23 ] |
| 2016年（平成28年） | 11月08日 | 108,719  | 109,041  | 217,760  | [ メトロ 4 ]  | [ 大阪府 24 ] |
| 2017年（平成29年） | 11月14日 | 107,111  | 110,338  | 217,449  | [ メトロ 5 ]  | [ 大阪府 25 ] |
| 2018年（平成30年） | 11月13日 | 107,901  | 109,556  | 217,457  | [ メトロ 6 ]  | [ 大阪府 26 ] |
| 2019年（令和元年） | 11月12日 | 108,890  | 110,247  | 219,137  | [ メトロ 7 ]  | [ 大阪府 27 ] |
| 2020年（令和02年） | 11月10日 | 90,310   | 91,610   | 181,920  | [ メトロ 8 ]  | [ 大阪府 28 ] |
| 2021年（令和03年） | 11月16日 | 88,764   | 91,137   | 179,901  | [ メトロ 9 ]  | [ 大阪府 29 ] |
| 2022年（令和04年） | 11月15日 | 92,612   | 94,857   | 187,469  | [ メトロ 10 ] | [ 大阪府 30 ] |
| 2023年（令和05年） | 11月07日 | 99,715   | 101,248  | 200,963  | [ メトロ 11 ] | [ 大阪府 31 ] |
| 2024年（令和06年） | 11月12日 | 102,400  | 103,738  | 206,138  | [ メトロ 12 ] |               |

### 1998年度までの路線別データ
最新の路線別データである1998年調査によると、御堂筋線のみの乗降人員は梅田駅・難波駅・淀屋橋駅・天王寺駅に次ぐ5位。現在のOsaka Metro全線・全駅の乗降人員ランキングとほぼ変わらないことからも、当駅の利用者が御堂筋線側に大きく偏っていることが分かる。また四つ橋線のみの乗降人員は西梅田駅・肥後橋駅・難波駅に次ぐ4位となっている。
一方、中央線については御堂筋線との乗り継ぎ利用者は多いもののデータ上の乗降人員はやや少なくなっている。最新データでは堺筋本町駅・弁天町駅に次いで3位だが、年度によっては市内中心部に位置する阿波座駅・森ノ宮駅や郊外の朝潮橋駅・深江橋駅より少ないこともあった。特に堺筋本町駅や阿波座駅については御堂筋線などからの乗り換え客が中央線側で多数乗り降りしているものと考えられる。
| 年度               | 調査日   | 御堂筋線 | 御堂筋線 | 御堂筋線 | 四つ橋線 | 四つ橋線 | 四つ橋線 | 中央線   | 中央線   | 中央線   | 出典          |
| 年度               | 調査日   | 乗車人員 | 降車人員 | 乗降人員 | 乗車人員 | 降車人員 | 乗降人員 | 乗車人員 | 降車人員 | 乗降人員 | 出典          |
| ------------------ | -------- | -------- | -------- | -------- | -------- | -------- | -------- | -------- | -------- | -------- | ------------- |
| 1966年（昭和41年） | 11月08日 | 84,392   | 86,665   | 171,057  |          |          |          | 10,035   | 9,792    | 19,827   | [ 大阪府 1 ]  |
| 1967年（昭和42年） | 11月14日 | 85,426   | 90,728   | 176,154  |          |          |          | 11,455   | 10,702   | 22,157   | [ 大阪府 2 ]  |
| 1968年（昭和43年） | 11月12日 | 90,639   | 91,620   | 182,259  |          |          |          | 12,019   | 12,521   | 24,540   | [ 大阪府 3 ]  |
| 1969年（昭和44年） | 01月27日 | 77,532   | 82,722   | 160,254  | 15,251   | 16,366   | 31,617   | 5,610    | 6,712    | 12,322   | [ 大阪府 4 ]  |
| 1970年（昭和45年） | 11月06日 | 86,496   | 88,767   | 175,263  | 17,789   | 20,296   | 38,085   | 8,264    | 8,568    | 16,832   | [ 大阪府 5 ]  |
| 1972年（昭和47年） | 11月14日 | 87,380   | 90,143   | 177,523  | 17,122   | 19,634   | 36,756   | 8,408    | 9,413    | 17,821   | [ 大阪府 6 ]  |
| 1975年（昭和50年） | 11月07日 | 91,676   | 92,365   | 184,041  | 17,631   | 19,233   | 36,864   | 9,700    | 10,441   | 20,141   | [ 大阪府 7 ]  |
| 1977年（昭和52年） | 11月18日 | 91,578   | 92,635   | 184,213  | 17,693   | 19,716   | 37,409   | 9,966    | 10,711   | 20,677   | [ 大阪府 8 ]  |
| 1981年（昭和56年） | 11月10日 | 93,565   | 92,285   | 185,850  | 21,081   | 24,284   | 45,365   | 10,288   | 11,738   | 22,026   | [ 大阪府 9 ]  |
| 1985年（昭和60年） | 11月12日 | 97,800   | 97,548   | 195,348  | 23,629   | 27,270   | 50,899   | 9,313    | 10,672   | 19,985   | [ 大阪府 10 ] |
| 1987年（昭和62年） | 11月10日 | 102,784  | 101,119  | 203,903  | 24,150   | 27,766   | 51,916   | 12,234   | 13,771   | 26,005   | [ 大阪府 11 ] |
| 1990年（平成02年） | 11月06日 | 104,380  | 101,952  | 206,332  | 27,816   | 30,263   | 58,079   | 13,073   | 14,006   | 27,079   | [ 大阪府 12 ] |
| 1995年（平成07年） | 02月15日 | 92,513   | 91,907   | 184,420  | 26,969   | 30,276   | 57,245   | 12,611   | 14,352   | 26,963   | [ 大阪府 13 ] |
| 1998年（平成10年） | 11月10日 | 86,082   | 88,536   | 174,618  | 22,842   | 25,049   | 47,891   | 14,564   | 14,803   | 29,367   | [ 大阪府 14 ] |

#### 信濃橋駅の乗降人員
当駅に統合されるまでに発表されていた信濃橋駅の利用状況は下表の通り。元データである大阪府統計年鑑では駅の乗車人員・降車人員と1・4号線との乗換人員がそれぞれ別で記載されているが、改札外乗り換えのためここでは合算して記載する（既出の御堂筋線・中央線についても同様の扱いとしている）。
| 年度               | 調査日   | 乗車人員 | 降車人員 | 乗降人員 | 出典         |
| ------------------ | -------- | -------- | -------- | -------- | ------------ |
| 1966年（昭和41年） | 11月08日 | 18,904   | 20,718   | 39,622   | [ 大阪府 1 ] |
| 1967年（昭和42年） | 11月14日 | 21,480   | 24,181   | 45,661   | [ 大阪府 2 ] |
| 1968年（昭和43年） | 11月12日 | 26,651   | 26,080   | 52,731   | [ 大阪府 3 ] |

## 駅周辺
付近は淀屋橋と並んで大阪最大のオフィス街となっている。「淀屋橋 - 本町間（いわゆる北船場）の会社に就職すること」がステータス・シンボルといわれる傾向がある（東京の「丸の内」に匹敵するブランド・イメージ）。日本を代表する大企業が数多く集中するほか、地方銀行の大阪支店も多くが当駅付近に集中している。

### 公共施設
- 学校法人相愛学園（相愛中学校・高等学校、相愛大学本町キャンパス） - 御堂筋で唯一の私学。
- 大阪科学技術館
- オリックス劇場（旧大阪厚生年金会館）
- 靱公園
- 船場郵便局
- 大阪化繊ビル内郵便局
- 大阪西本町郵便局

### 神社・仏閣
- 浄土真宗本願寺派 津村別院（北御堂）
- 浄土真宗大谷派 難波別院（南御堂）
- 坐摩神社
  - 火防陶器神社
- 難波神社

### 商業施設
- 本町ガーデンシティ
  - セントレジスホテル大阪
- 船場センタービル
- せんば心斎橋筋商店街
- ヴィアーレ大阪
- アパホテル＆リゾート〈御堂筋本町駅タワー〉 - 18番出口から直結
- アパホテル〈御堂筋本町駅前〉
- スーパーホテルPremier大阪本町駅前
- 大阪エクセルホテル東急

### 企業
- オリックス本社
- アイデム西日本事業本部
- 夢の街創造委員会大阪本社
- 阪神高速道路（旧阪神高速道路公団）本社
- 鴻池組本社（本町南ガーデンシティ）
- 長瀬産業大阪本社
- 岩谷産業本社
- 竹中工務店本社・本店
- 丸紅大阪支社
- 日本流通産業本社
- つるやゴルフ本社（地下鉄での案内放送あり）
- ダイワボウホールディングス本社
- ダイワボウ情報システム本社
- PALTAC本社
- 花王大阪事業場
- ライオン大阪オフィス
- 日本IBM大阪事務所
- 富士通パーソナルズ大阪オフィス
- 東京センチュリー大阪営業部
- 関西電力久宝寺変電所
- 明電舎関西支社
- サンコーインダストリー本社

### 金融機関
- りそな銀行本店
- 三菱UFJ銀行大阪西支店・信濃橋支店

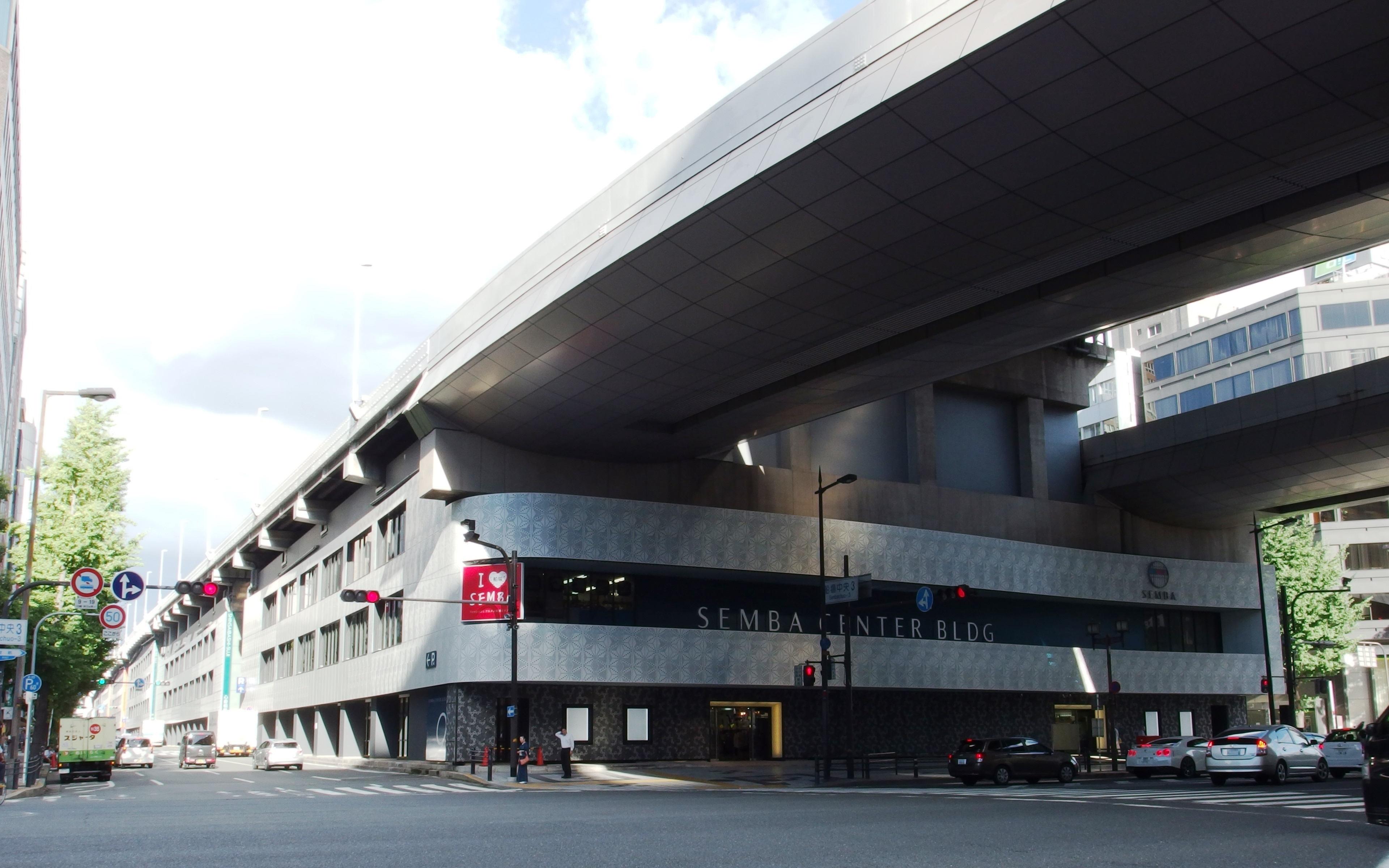
三井住友銀行Olive LOUNGE 船場・船場支店・御堂筋支店  - ※2025年4月7日にリニューアルオープン。
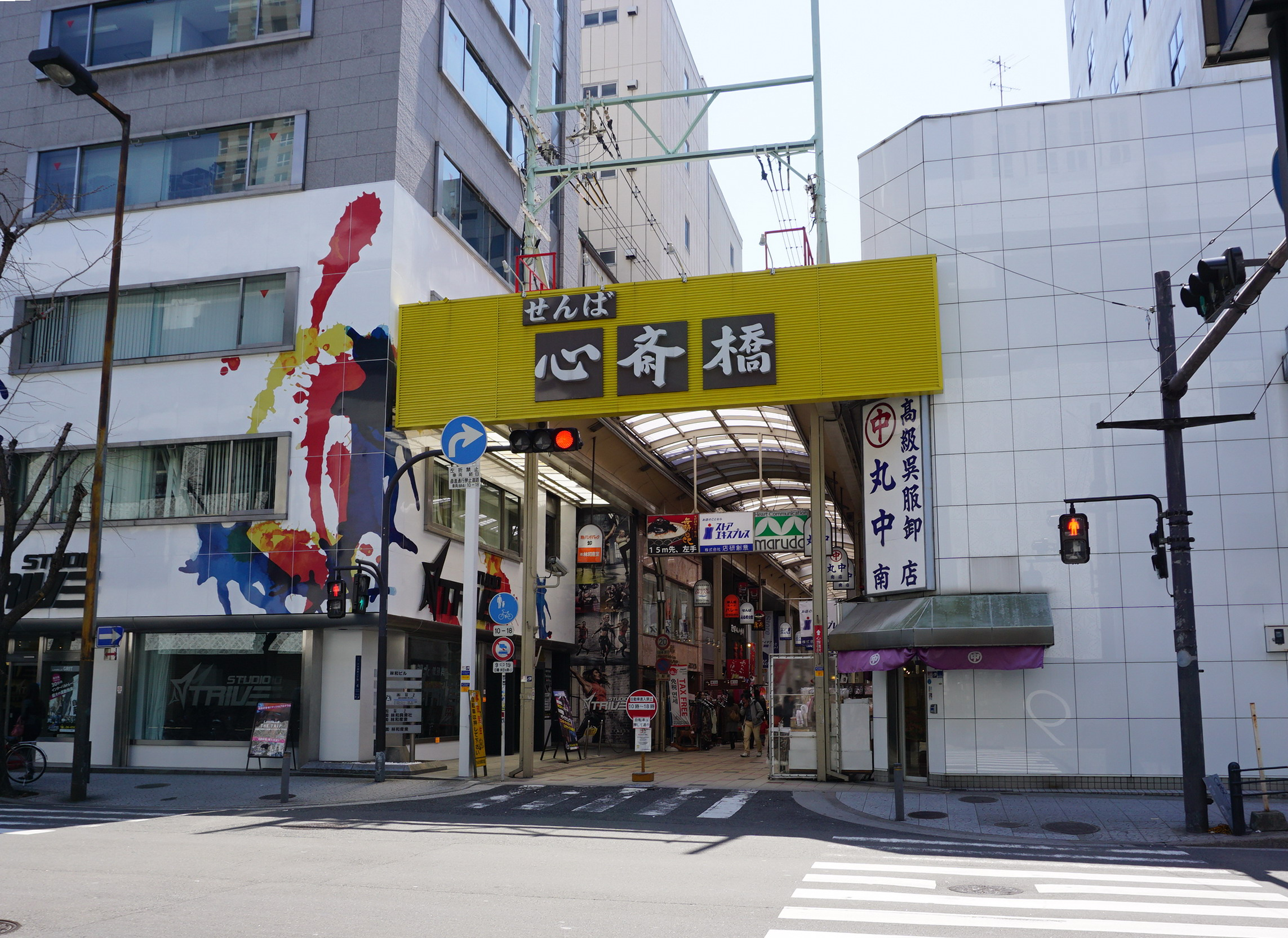
せんば心斎橋筋商店街

- みずほ銀行船場支店
- 伊予銀行大阪支店
- 但馬銀行大阪支店（御堂筋MTRビル）
- 横浜銀行大阪支店
- 群馬銀行大阪支店
- 千葉銀行大阪支店（御堂筋MTRビル）
- 常陽銀行大阪支店
- 福井銀行大阪支店
- 商工組合中央金庫大阪支店
- オリックス銀行大阪オフィス
- メトロポリタン銀行大阪出張所
- 中国建設銀行大阪支店

- 船場センタービル
- せんば心斎橋筋商店街

## バス路線
最寄停留所は、「本町」と、「信濃橋」である。以下の路線が乗り入れ、大阪シティバスにより運行されている。
本町停留所
- 8号系統：なんば 行（なんば到着後、大阪駅前行きとして引き続き運行）

信濃橋停留所
- 8号系統：大阪駅前 行

## 隣の駅
大阪市高速電気軌道 (Osaka Metro)
 御堂筋線
淀屋橋駅 (M17) - 本町駅 (M18) - 心斎橋駅 (M19)
 中央線
阿波座駅 (C15) - 本町駅 (C16) - 堺筋本町駅 (C17)
 四つ橋線
肥後橋駅 (Y12) - 本町駅 (Y13) - 四ツ橋駅 (Y14)
- ( ) 内は駅番号を示す。

### 記事本文